# Alexandra Feodorovna (Alice de Hesse e Reno)
Alexandra Feodorovna (Darmstadt, 6 de junho de 1872 – Ecaterimburgo, 17 de julho de 1918), nascida princesa Alice de Hesse e Reno, foi a última Imperatriz da Rússia como consorte do imperador Nicolau II desde seu casamento em 1894 até sua abdicação forçada em março de 1917. Neta favorita da rainha Vitória, ela era, como sua avó, uma das mais famosas portadoras reais de hemofilia e deu à luz um herdeiro hemofílico, Alexei Nikolaevich, Czarevich da Rússia. A sua reputação de encorajar a resistência do marido à rendição da autoridade autocrática e a sua conhecida fé no místico russo Grigori Rasputin prejudicaram gravemente a sua popularidade e a da Dinastia Romanov nos seus últimos anos. Ela e sua família imediata foram todos assassinados enquanto estavam no cativeiro bolchevique em 1918, durante a Revolução Russa. Em 2000, a Igreja Ortodoxa Russa a canonizou como Santa Alexandra, a Portadora da Paixão.

## Início de vida

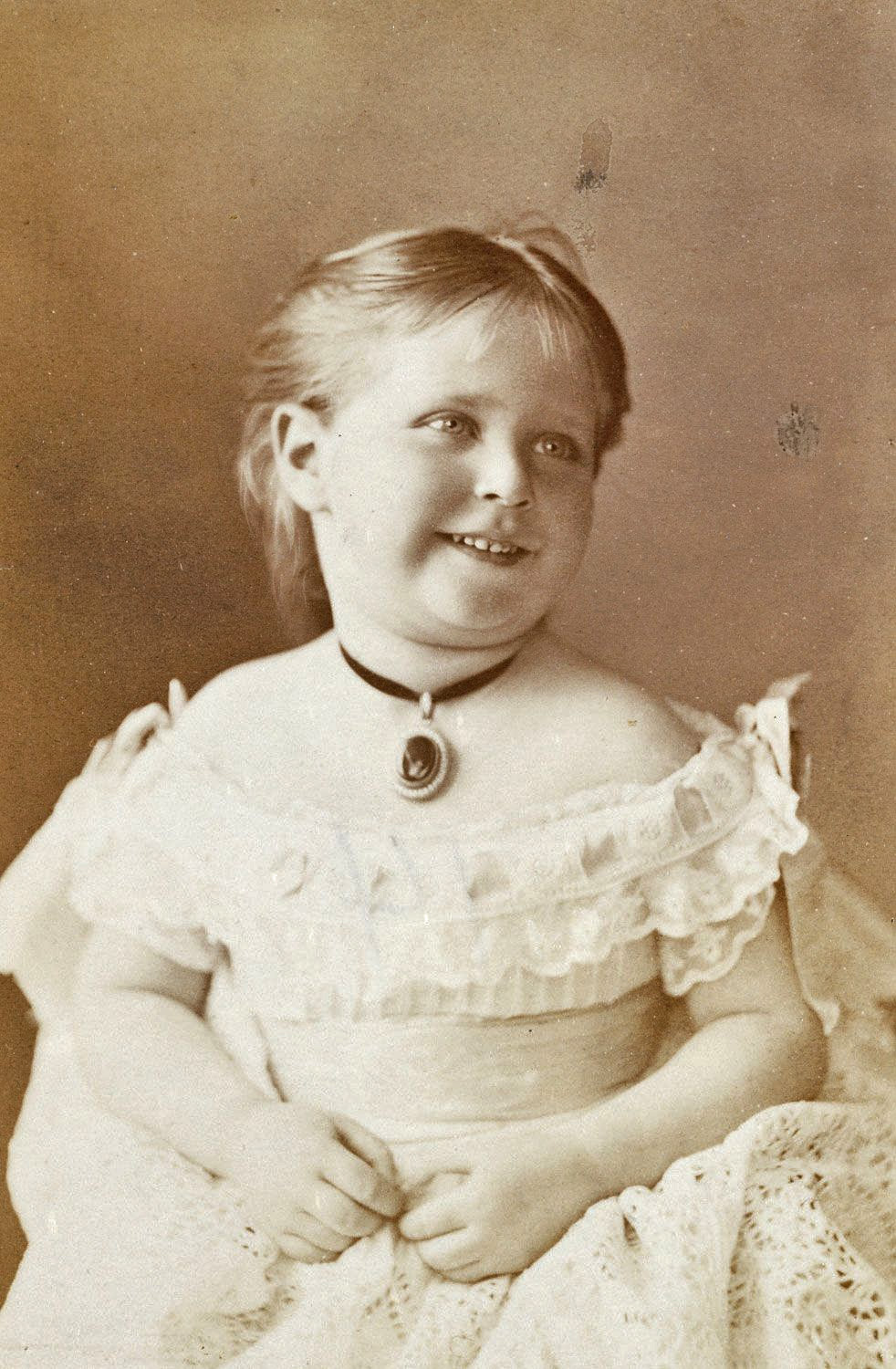
Alice na infância em 1875.

Nascida em 6 de junho de 1872 no Novo Palácio em Darmstadt, como princesa Alice Vitória Helena Luísa Beatriz de Hesse e Reno, um grão-ducado então parte do Império Alemão. Hesse era um território relativamente pequeno, com dificuldades económicas permanentes e sem qualquer influência política no palco europeu. Num artigo publicado a 3 de julho de 1862 no Evening Star, na altura do casamento dos pais de Alice, o grão-ducado não passava de um cenário campestre simples, com um carácter pastoral e agrícola. Com uma corte muito pouco ostensiva, era um local bonito, mas, aparte de alguns casamentos reais importantes (a princesa Guilhermina, filha de Luís IX de Hesse-Darmstadt, foi a primeira esposa do futuro imperador Paulo I da Rússia, e a princesa Maria era ainda, por esta altura, esposa do imperador Alexandre II da Rússia), não possuía qualquer importância histórica.
Ela era sexta filha, a quarta menina, do grão-duque Luís IV de Hesse e do Reno e de sua esposa, a princesa Alice, segunda filha da rainha Vitória do Reino Unido. Tinha três irmãs, as princesas Vitória, Isabel e Irene, e dois irmãos mais velhos, os príncipes Ernesto Luís e Frederico de Hesse e Reno. Quase dois anos após o seu nascimento, nascia a última filha do casal, a princesa Maria de Hesse e Reno.
Alice foi baptizada no dia 1 de julho de 1872 de acordo com os rituais da Igreja Luterana e recebeu os seus nomes em honra da mãe e das tias maternas. Os seus padrinhos foram o príncipe e a princesa de Gales, o czarevich e a czarevna da Rússia, a princesa Beatriz do Reino Unido, a duquesa de Cambridge e a princesa Ana da Prússia. Embora a intenção da sua mãe fosse dar-lhe o seu nome inglês, na Alemanha, a princesa recebeu o nome de "Alix". De acordo com a princesa Alice, isto devia-se ao facto de assassinarem o meu nome aqui. Pronunciam-no 'Aliicé'.
Numa carta dirigida à rainha Vitória, a princesa Alice escreveu que a sua quarta filha era uma menina doce e alegre. Está sempre a rir-se e a mostrar uma covinha numa bochecha. Devido à sua disposição alegre, quase desde que nasceu, deram-lhe a alcunha de Sunny (algo como, "cheia de sol"). Seus parentes britânicos a apelidaram de "Alicky", para distingui-la de sua tia por casamento, Alexandra, a princesa de Gales, que também era conhecida na família como "Alix". Ao contrário da sua mãe Vitória, Alice envolvia-se muito na educação dos filhos, prestando atenção e relatando cada pormenor do seu desenvolvimento. Era uma mulher pouco comum para o seu tempo, uma vez que se dedicava ao estudo de anatomia e se informava sobre métodos de educação de crianças de forma a poder cuidar dos seus filhos da melhor forma possível caso estes passassem pelas inevitáveis doenças de infância. Embora se dedicasse de corpo e alma aos seus filhos, Alice não acreditava que os devia "mimar" demasiado. Os escassos recursos económicos da família, em comparação com outras casas reais europeias, obrigavam-na a economizar nos gastos.[carece de fontes?]

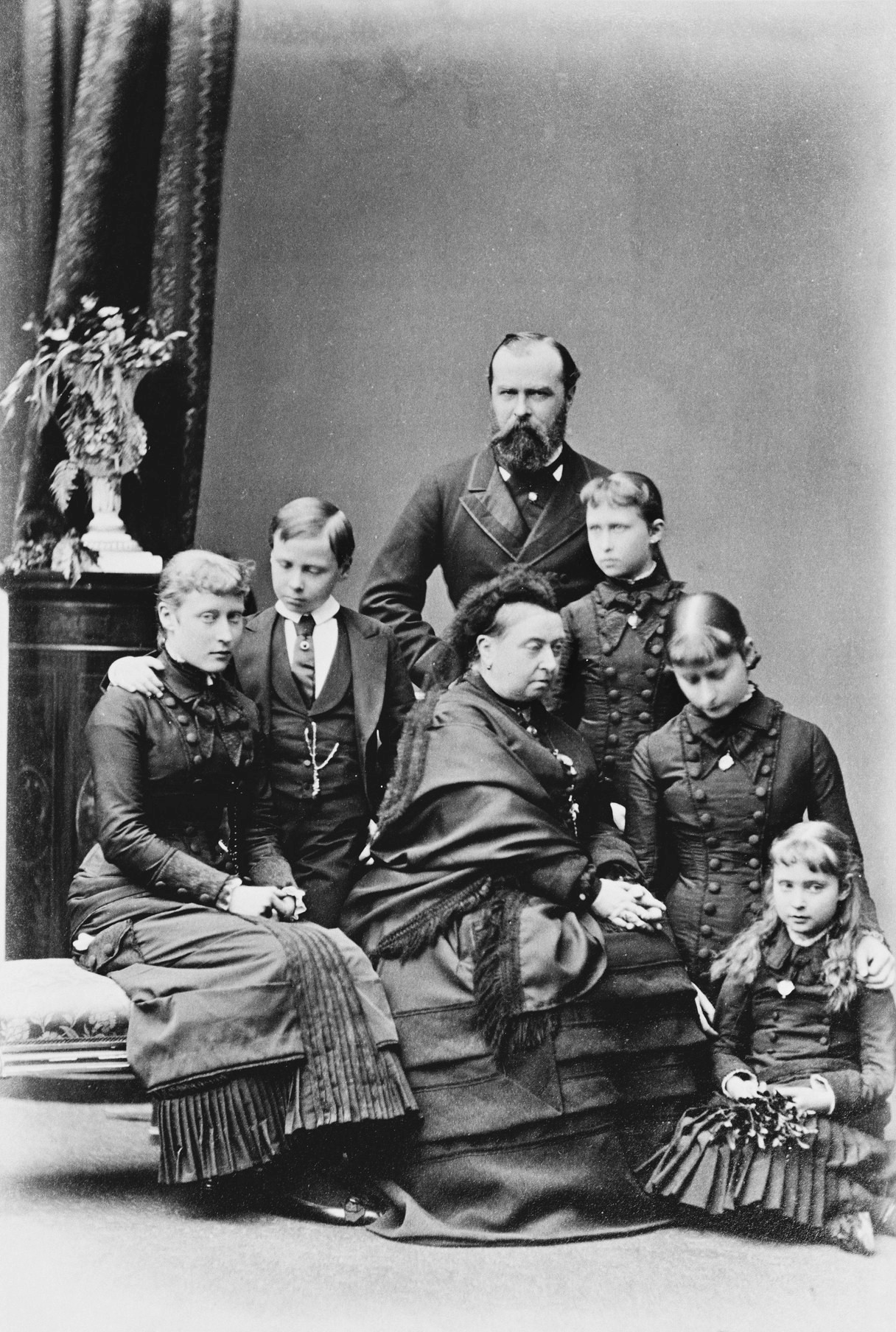
Da esquerda para a direita: princesa Vitória de Hesse, príncipe Ernesto Luís de Hesse, grão-duque Luís IV de Hesse, rainha Vitória, princesa Irene de Hesse, princesa Isabel de Hesse e princesa Alice de Hesse, em luto pela grã-duquesa de Hesse. Foto tirada em fevereiro de 1879.

Quando Alice tinha pouco mais de um ano, seu irmão, o príncipe Frederico de Hesse, que sofria de hemofilia (doença hereditária que o filho de Alice, Alexei, também padeceria), morreu após cair de uma janela na varanda seis metros abaixo enquanto brincava com seu irmão Ernesto. Após esta perda, o inconsolável Ernie disse ele à sua babá: "Quando eu morrer, você deve morrer também, e todos os outros. Por que não podemos morrer todos juntos? Eu não quero morrer sozinho, como Frittie". Curiosamente, Alice morreu juntamente com marido e filhos.
Em novembro de 1878, Hesse-Darmstadt foi atingida por uma onda de difteria. A própria Alice, as suas irmãs Vitória, Irene e May e o irmão Ernie foram afectados. Enquanto as suas irmãs e irmão recuperaram, a pequena May de 4 anos não resistiu, acabando por morrer pouco antes do final do mês. No entanto, a sua mãe, acabou também por ser afectada depois de cuidar do seu filho Ernie quando ele ficou doente. Quando a pequena Alice tinha apenas seis anos de idade, a sua mãe morreu no dia 14 de dezembro de 1878, exactamente sete anos depois da morte do príncipe Alberto. Alice descreveu sua infância antes das mortes de sua mãe e irmã como "uma infância feliz e sem nuvens, de sol perpétuo, depois de uma grande nuvem".
A rainha Vitória adorava Alice e tornou-se uma mãe substituta para ela. Ela se sentia extremamente protetora de Alice e declarou que "enquanto eu viver, Alicky, até que ela se case, será mais do que nunca minha própria filha". Ela escolheu a dedo os tutores de Alice e os instruiu a enviar relatórios detalhados para Windsor todos os meses. Ela convidou Alice e seus irmãos sobreviventes para passarem as férias na Inglaterra, e eles se aproximaram de seus primos britânicos. Em todos os aniversários e natais, ela enviava presentes para Alice: vestidos, joias, rendas e bonecas. Alice assinava como "sua filha amorosa e grata", em vez de neta, em suas cartas. Alice refletiu que via a rainha Vitória como "a melhor e mais querida das avós", "uma pessoa muito augusta", "um Papai Noel" e "a mulher mais querida e gentil do mundo". Quando ficou noiva de Nicolau, Alice garantiu a Vitória que "meu casamento [não] fará diferença no meu amor por você". Quando a rainha Vitória morreu em 1901, Alice chorou abertamente durante o seu serviço memorial em São Petersburgo e chocou os cortesãos russos que a consideraram fria e insensível.

## Casamento

### Pretendentes

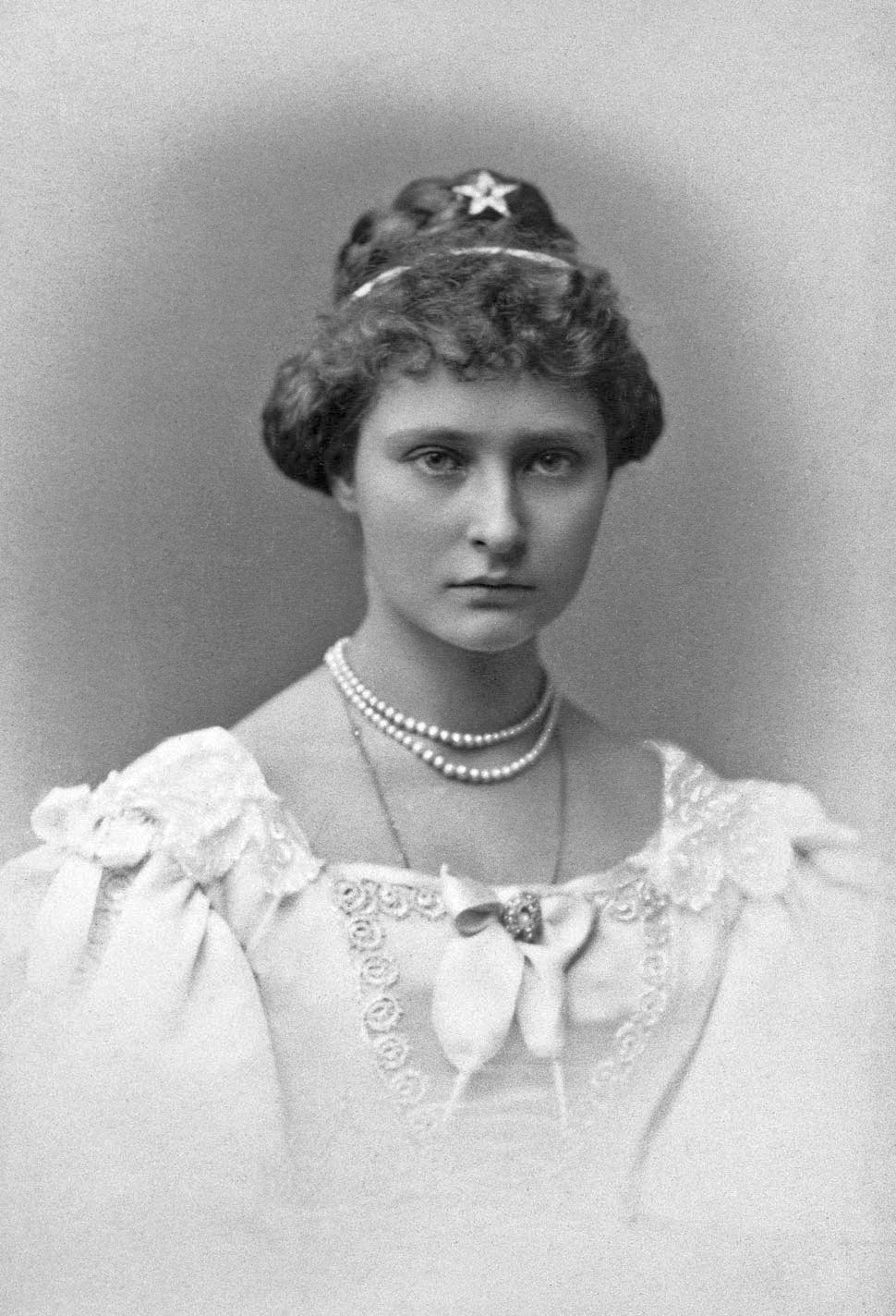
Alice em 1887.

A rainha Vitória demonstrava particular afeição por Alice e desejava que viesse a tornar-se rainha consorte do Reino Unido, que ela considerava "a melhor posição que existe". Em 2 de março de 1888, escreveu à irmã mais velha de Alice, Vitória, afirmando: "Meu coração e pensamento estão voltados para assegurar a querida Alicky para Eddy ou Georgie" — referindo-se, respetivamente, ao segundo na linha de sucessão ao trono britânico e ao seu irmão, o futuro Jorge V, ambos primos direitos de Alice. Em 1889, a rainha convidou Alice e Eddy para Balmoral, na esperança de que surgisse entre ambos um vínculo afetivo. Eddy apaixonou-se e lhe propôs casamento; contudo, Alice não partilhava dos mesmos sentimentos e rejeitou a proposta. Apesar da recusa, a rainha Vitória persistiu, procurando persuadi-la das vantagens de tal aliança. Numa carta dirigida à princesa Vitória de Hesse e Reno, sua irmã mais velha, expressou a opinião de que Alice "deveria ser levada a refletir seriamente sobre a imprudência de desperdiçar a oportunidade de casar com um homem muito bom, bondoso, afetuoso e equilibrado, de ingressar numa família unida e feliz e de ocupar uma posição que não tem igual no mundo". A irmã mais velha de Alice, Ella, opunha-se ao casamento, justificando que "ele [Eddy] não aparenta ser fisicamente robusto e é demasiado estúpido". Em maio de 1890, Alice escreveu uma carta a Eddy, na qual manifestava que, embora lhe custasse magoá-lo,  apenas o via como um primo e, por esse motivo, não poderia contrair matrimónio com ele. Comunicou ainda à rainha Vitória que aceitaria casar com Eddy apenas se fosse "forçada" pela família, mas que tal união resultaria na infelicidade de ambos. A rainha, embora desapontada, reconheceu que Alice revelara "grande força de carácter" e chegou mesmo a afirmar que estava orgulhosa da sua neta por esta a enfrentar, algo que muitas pessoas, incluindo o seu próprio filho, não se atreviam a fazer.
Em 1891, a rainha Vitória tentou arranjar um casamento entre Alice e o príncipe Maximiliano de Baden. Ela solicitou ao pai de Alice que convidasse o príncipe para Darmstadt o mais rápido possível. À chegada, Maximiliano informou Alice da sua intenção de lhe propor casamento. Alice ficou surpresa e infeliz, e mais tarde refletiu que "eu não o conhecia de jeito nenhum". Ela rejeitou Maximiliano educadamente.

### Noivado
Em 1884, Alice compareceu ao casamento de sua irmã Isabel com o grão-duque Sérgio Alexandrovich da Rússia em São Petersburgo. Durante a cerimónia, conheceu o czarevich Nicolau, então com 16 anos, sobrinho do noivo e herdeiro aparente ao trono imperial da Rússia. Alice, na altura com 12 anos, causou uma forte impressão em Nicolau, que a mencionou no seu diário como a "doce pequena Alix".

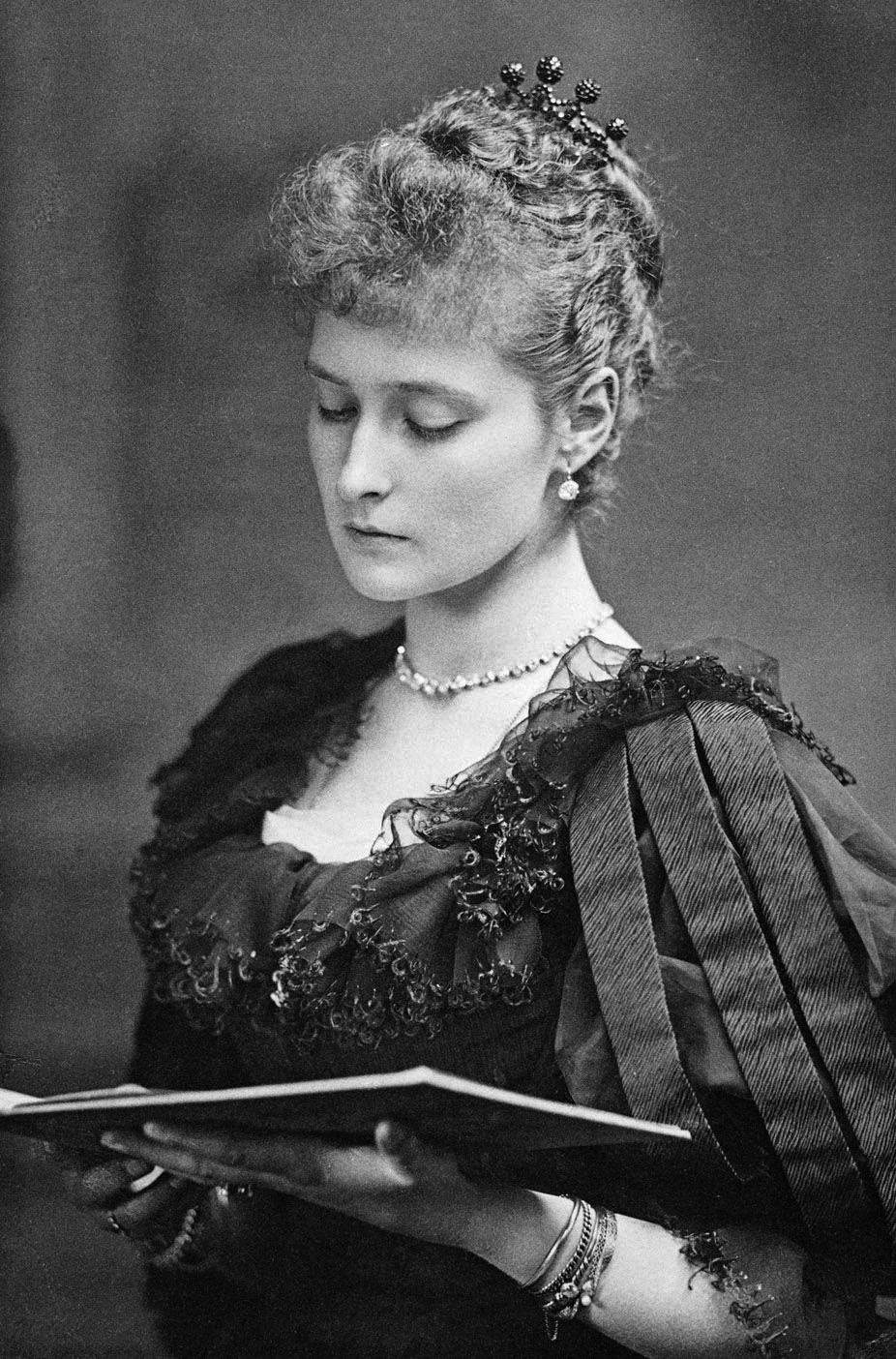
Alice em 1890.

Em janeiro de 1890, Alice visitou a sua irmã Isabel na Rússia. Durante a estadia, passou algum tempo com o czarevich Nicolau; ambos patinaram no gelo, participaram em chás e jogaram badminton. Nicolau registou no seu diário o crescente afeto que sentia por Alice, escrevendo: "O meu sonho é um dia casar-me com Alix de Hesse. Já a amo há muito tempo, mas com mais sentimento e força desde 1889 quando ela passou seis semanas em São Petersburgo. Durante muito tempo resisti, mas sei que os meus sonhos se vão tornar realidade".
A irmã de Alix, Ella, e seu marido, Sérgio, eram entusiasticamente a favor do casamento entre Nicolau e Alice. Ella e o tio de Alice, o futuro rei Eduardo VII do Reino Unido, disseram à sua mãe, a rainha Vitória, que "Ella moverá céus e terras para que [Alix] se case com um grão-duque". Ella escreveu a Ernesto: "Que Deus conceda que este casamento se torne realidade".
A rainha Vitória se opôs ao casamento com Nicolau. Ela pessoalmente gostava de Nicolau, mas não gostava da Rússia e do pai de Nicolau e temia que Alice não estivesse segura na Rússia. Ela escreveu à irmã mais velha de Alice, Vitória, sobre suas suspeitas de que Sérgio e Ella estavam incentivando o casamento. Depois que o noivado foi anunciado, ela refletiu: "Quanto mais penso no casamento da doce Alice, mais infeliz fico. Não pela personalidade, pois gosto muito de [Nicolau], mas por causa do país e da terrível insegurança à qual aquela pobre criança estará exposta".

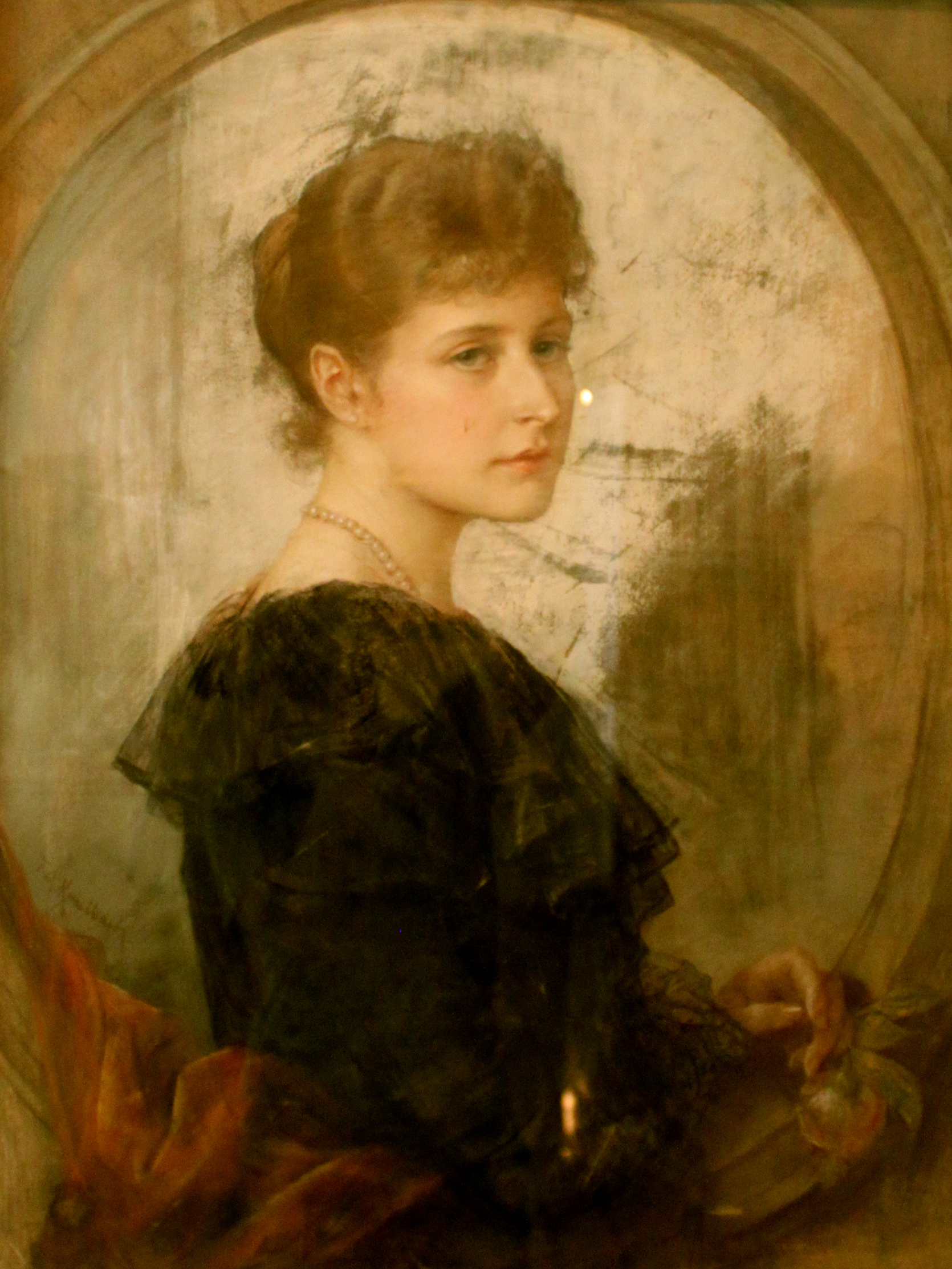
Princesa Alice de Hesse
Friedrich August von Kaulbach, 1894

Os pais de Nicolau, o imperador Alexandre III e a imperatriz Maria Feodorovna eram ambos veementemente antigermânicos e não queriam Alice como nora. Maria Feodorovna disse à sua irmã, Alexandra, que "a filha mais nova de um grão-duque sem distinção não era digna de se casar com o herdeiro do trono russo", e ela acreditava que Alice era muito indelicada e antipática para ser uma imperatriz bem-sucedida. Adeptos do pan-eslavismo, Alexandre III e Maria Feodorovna favoreciam um casamento entre Nicolau e a princesa montenegrina Helena Petrović-Njegoš; eslava e educada na corte imperial russa, era a canditada ideal, mas o czarevich não estava interessado nela. A imperatriz sugeriu a princesa Helena de Orleães, a filha alta e morena de Luís Filipe, Conde de Paris, (irmã mais nova da rainha Amélia de Portugal) pretendente do trono francês (extinto após a Revolução Francesa). A perspectiva de casamento com Helena não agradou a Nicolau que escreveu no seu diário: "A mamã fez algumas referências a Helena, filha do Conde de Paris. Eu, pessoalmente, quero ir numa direcção e é evidente que a mamã quer que escolha a outra". O imperador russo decidiu então enviar emissários à princesa Margarida da Prússia, filha do imperador Frederico III e irmã do futuro Guilherme II. Rapidamente Nicolau declarou que preferiria tornar-se monge a casar-se com a aborrecida Margarida. De qualquer forma a princesa também não estava disposta a deixar a sua religião. Durante todo o tempo que conseguiu, Alexandre III ignorou os pedidos do filho. Quando sua saúde deteriorou em 1894, Alexandre III decidiu permitir que Nicolau se casasse com Alice para que pudesse garantir a sucessão.
Apesar de partilhar os mesmos sentimentos, Alice inicialmente relutou em se casar com Nicolau porque não queria renunciar à sua fé luterana para se juntar à Igreja Ortodoxa Russa. Ela escreveu a Nicolau que "não posso [me converter à Ortodoxia] contra a minha consciência" porque "Que felicidade pode advir de um casamento que começa sem a verdadeira bênção de Deus?". Nicolau ficou arrasado, mas permaneceu esperançoso porque Ella lhe garantiu que Alice era "completamente miserável" e tinha um amor "profundo e puro" por ele. Nicolau implorou a ela "para não dizer 'não' diretamente" e declarou: "Você acha que pode existir alguma felicidade no mundo inteiro sem você!"

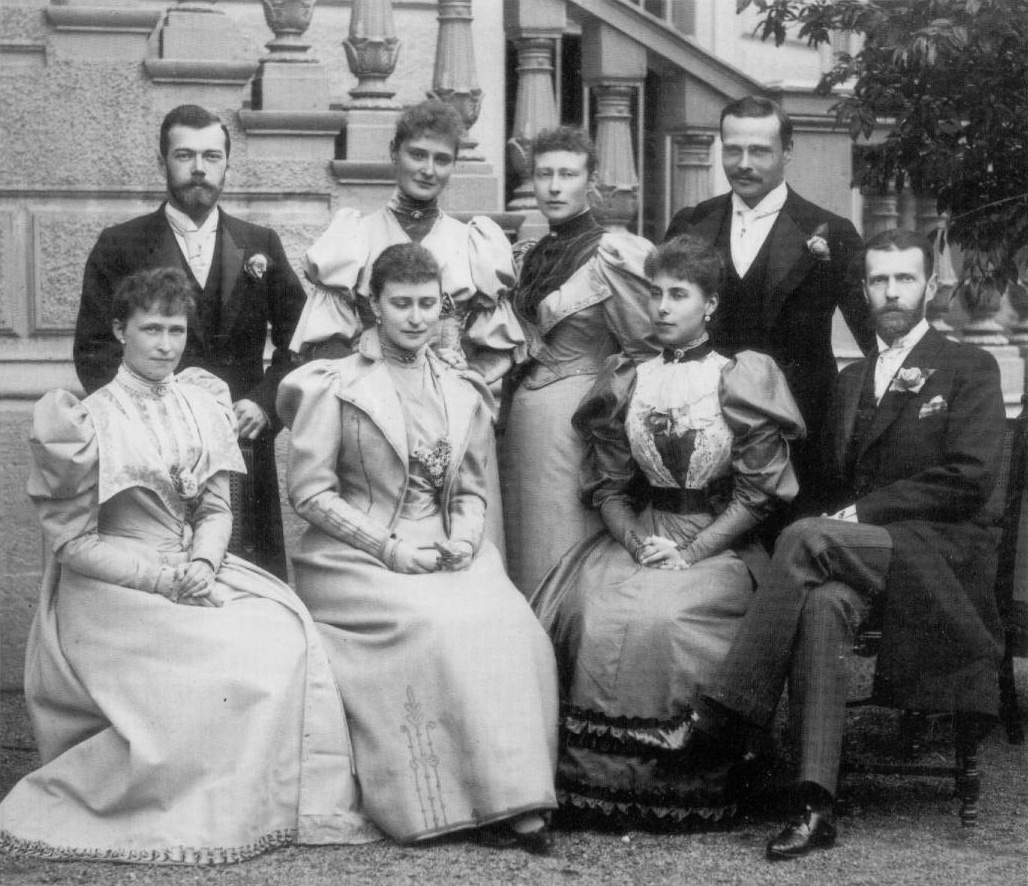
Da esquerda para a direita (sentados): princesa Irene de Hesse, grã-duquesa Isabel Feodorovna, Vitória Melita e grão-duque Sérgio Alexandrovich. Em pé: czarevich Nicolau da Rússia, princesa Alice de Hesse, princesa Vitória de Hesse e grão-duque Ernesto Luís de Hesse. Foto tirada em Darmstadt, em abril de 1894.

Em abril de 1894, o irmão de Alice, Ernesto Luís, casou-se com a princesa Vitória Melita de Saxe-Coburgo-Gota. A princesa era sobrinha de Alexandre III por sua irmã, a grã-duquesa Maria Alexandrovna, e prima de primeiro grau de Nicolau, então vários russos compareceram ao casamento, incluindo os grão-duques Nicolau, Vladimir, Sérgio e Paulo e as grã-duquesas Ella e Maria Pavlovna. Nicolau estava determinado a persuadir Alice a se casar com ele. Ele estava evidentemente confiante em seu sucesso; ele trouxe o padre Ioann Yanyshev, confessor da família imperial, para ensinar Alice sobre a ortodoxia russa, bem como Ekaterina Adolfovna Schneider para lhe ensinar russo.

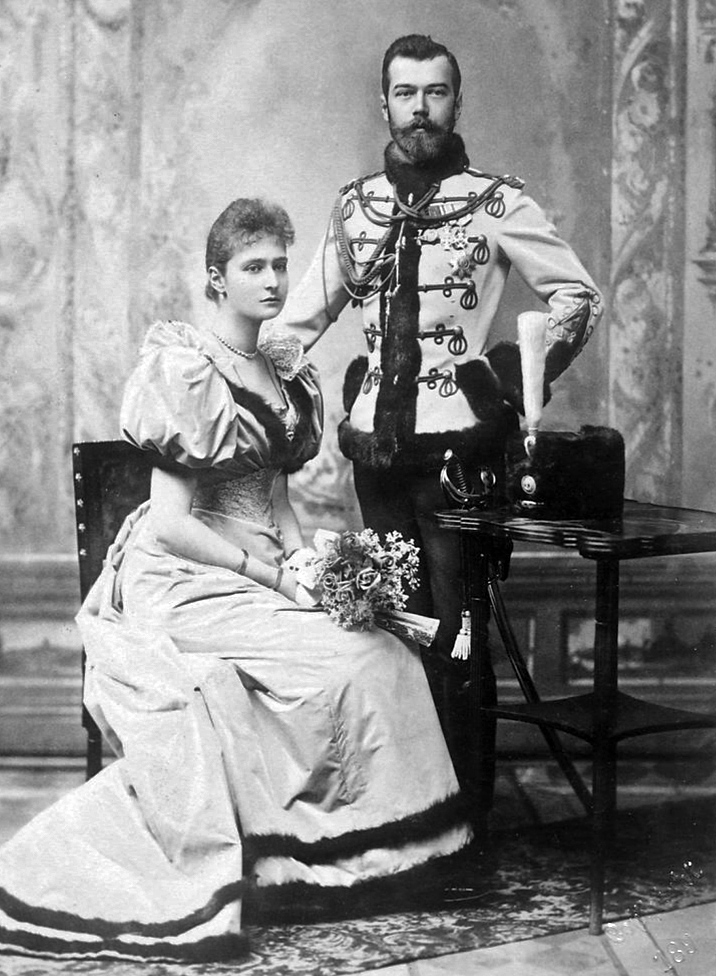
Fotografia oficial do noivado de Nicolau e Alice, 1894.

No dia seguinte à sua chegada a Coburgo, Nicolau propôs casamento a Alice e tentou durante duas horas persuadi-la a converter-se à Ortodoxia. Ela chorou continuamente, mas recusou. Ella falou com Alice depois e convenceu-a de que não precisava de renunciar ao luteranismo para se converter à Ortodoxia. A própria Ella não tinha sido obrigada a abjurar a sua fé luterana quando se converteu à Ortodoxia. No dia seguinte, Alice falou com Guilherme II (que esperava que uma imperatriz alemã levasse a melhores relações germano-russas) e com a grã-duquesa Maria Pavlovna (nascida uma duquesa alemã de Meclemburgo-Schwerin que se tinha convertido do luteranismo à Ortodoxia para casar com o tio de Nicolau, o grão-duque Vladimir Alexandrovich). Ela finalmente aceitou uma segunda proposta de Nicolau.
Após o noivado, Alice retornou à Inglaterra e à sua avó. Em junho, Nicolau viajou à Inglaterra para visitá-la e comparecer ao batizado do filho mais velho de Jorge, duque de Iorque. Alice e Nicolau foram nomeados padrinhos do menino, que reinou brevemente como Eduardo VIII do Reino Unido em 1936. Alice escreveu à sua antiga governanta que "Estou mais feliz do que as palavras podem expressar. Finalmente, depois desses cinco anos tristes!"  Nicolau declarou que "minha alma estava cheia de alegria e vida".
Em setembro de 1894, com o declínio da saúde de Alexandre III, Nicolau obteve a permissão de seu pai moribundo para convocar Alice ao Palácio de Livadia dos Romanov, na Crimeia. Escoltada por sua irmã Ella de Varsóvia até a Crimeia, ela viajou em um trem de passageiros comum. O imperador moribundo insistiu em receber Alice em uniforme de gala e deu-lhe sua bênção.

### Cerimónia

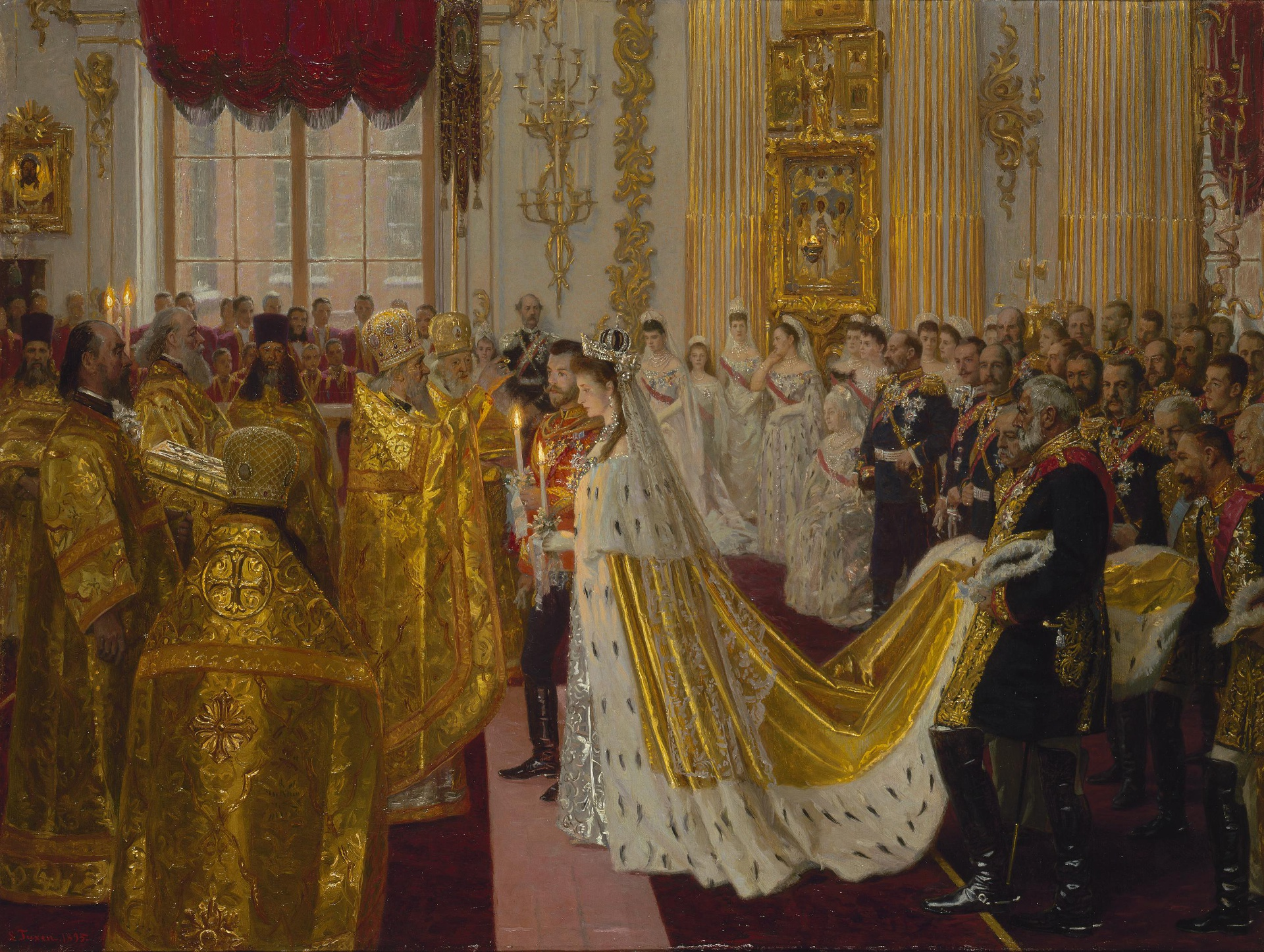
Casamento de Nicolau II e Alexandra Feodorovna em 1894
Laurits Tuxen, c. 1895-1894

Em 1 de novembro de 1894, Alexandre III morreu aos 49 anos, e Nicolau ascendeu ao trono como imperador Nicolau II. No dia seguinte, Alice foi recebida na Igreja Ortodoxa Russa como "a verdadeiramente crente Grã-duquesa Alexandra Feodorovna". No entanto, ela não foi obrigada a abjurar o luteranismo. Alice queria adotar o nome "Catarina", mas Nicolau queria que ela adotasse o nome Alexandra para que pudessem ser um segundo casal Nicolau e Alexandra; em homenagem aos seus bisavôs Nicolau I da Rússia e Alexandra Feodorovna (nascida princesa Carlota da Prússia).
Em 26 de novembro de 1894, Alexandra e Nicolau se casaram na Grande Igreja do Palácio de Inverno de São Petersburgo. O luto da corte pôde ser relaxado porque era o aniversário da mãe de Nicolau, a agora imperatriz-viúva Maria Feodorovna. Muitos russos consideraram Alexandra um mau presságio porque ela chegou logo após a morte do imperador Alexandre: "Ela veio até nós atrás de um caixão. Ela traz infortúnio com ela." A própria Alexandra escreveu para sua irmã: "Nosso casamento me pareceu uma mera continuação da liturgia fúnebre do imperador morto, com uma diferença; eu usava um vestido branco em vez de um preto".

### Coroação

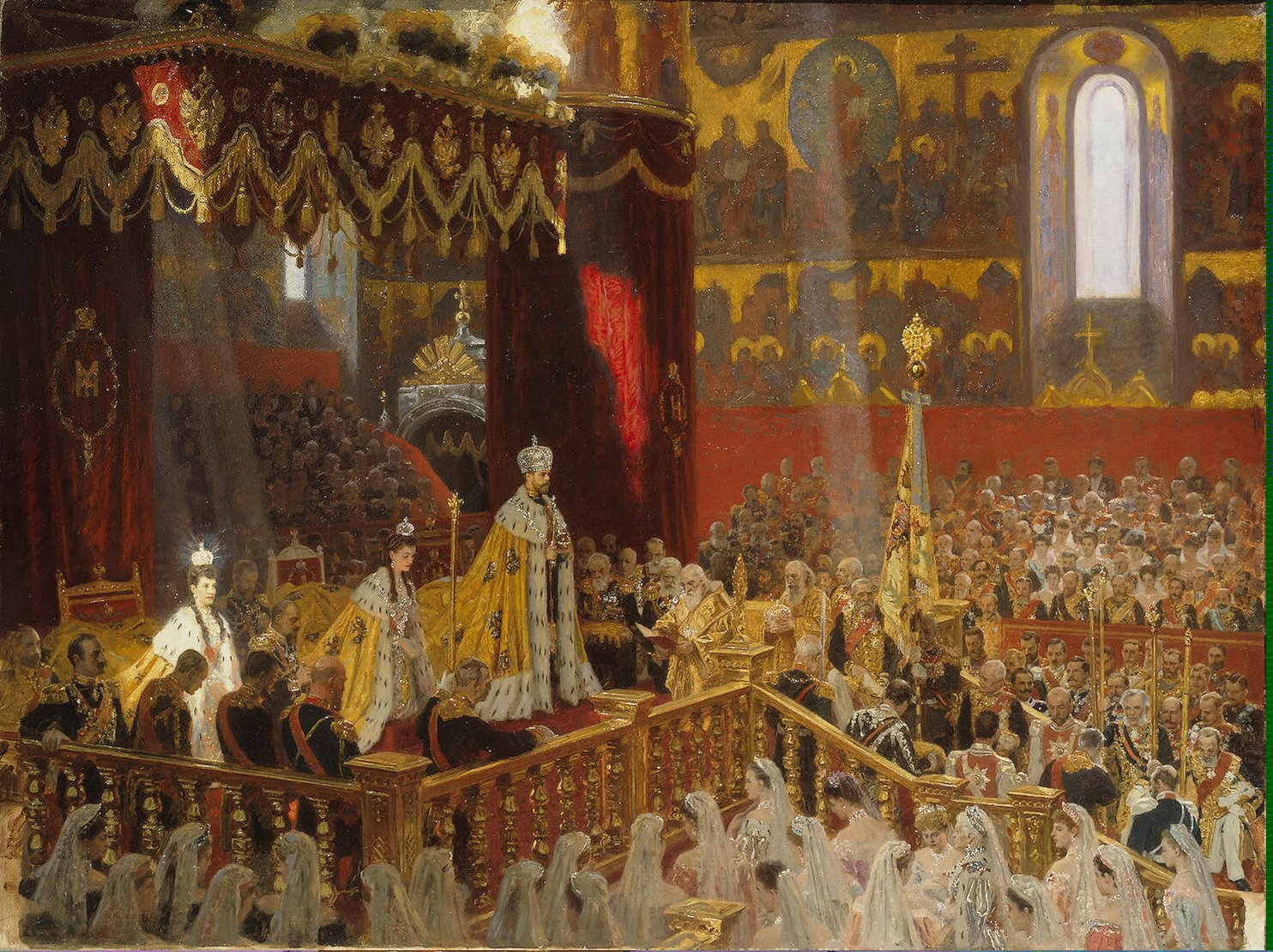
Coroação de Nicolau II e Alexandra Feodorovna em 1896
Laurits Tuxen, 1898

Alexandra Feodorovna tornou-se imperatriz da Rússia no dia do casamento, no entanto a coroação oficial decorreu apenas no dia 26 de maio (14 de maio no calendário juliano) de 1896 no interior do Kremlin de Moscovo.
No dia seguinte, a tragédia atingiu as celebrações da coroação quando se tornaram conhecidas as mortes de vários milhares de pessoas. As vítimas morreram no Campo de Khodynka em Moscovo quando pensaram que não haveria presentes comemorativos da coroação para todos. Quando a polícia chegou, o campo parecia um campo de batalha. Nessa tarde os hospitais da cidade estavam sobrelotados com feridos e todos sabiam o que tinha acontecido. Nicolau e Alexandra ficaram chocados e o novo imperador declarou que não podia ir ao baile organizado pelo embaixador francês, Marquês de Montebello nessa noite. No entanto os seus tios imploraram-lhe para o fazer, pois, caso contrário, ofenderia os franceses. Tragicamente, como aconteceria muitas vezes ao longo do seu reinado, Nicolau assentiu e foi ao baile com a sua esposa. Serguei Witte comentou: Estávamos à espera que a festa fosse cancelada, mas em vez disso, decorreu na mesma, como se nada tivesse acontecido e o baile foi aberto por Suas Majestades a dançar graciosamente.
Foi uma noite dolorosa. A imperatriz apareceu em grande angústia, com os olhos avermelhados das lágrimas, escreveu o embaixador britânico à rainha Vitória. Muitos russos mais supersticiosos, viram o desastre do campo Khodynka como um presságio de que o reinado seria infeliz. Outros, mais sofisticados ou mais vingativos, usaram a tragédia para expor a falta de humanismo da autocracia e a completa superficialidade do jovem imperador e da sua "mulher alemã".

## Vida na corte russa

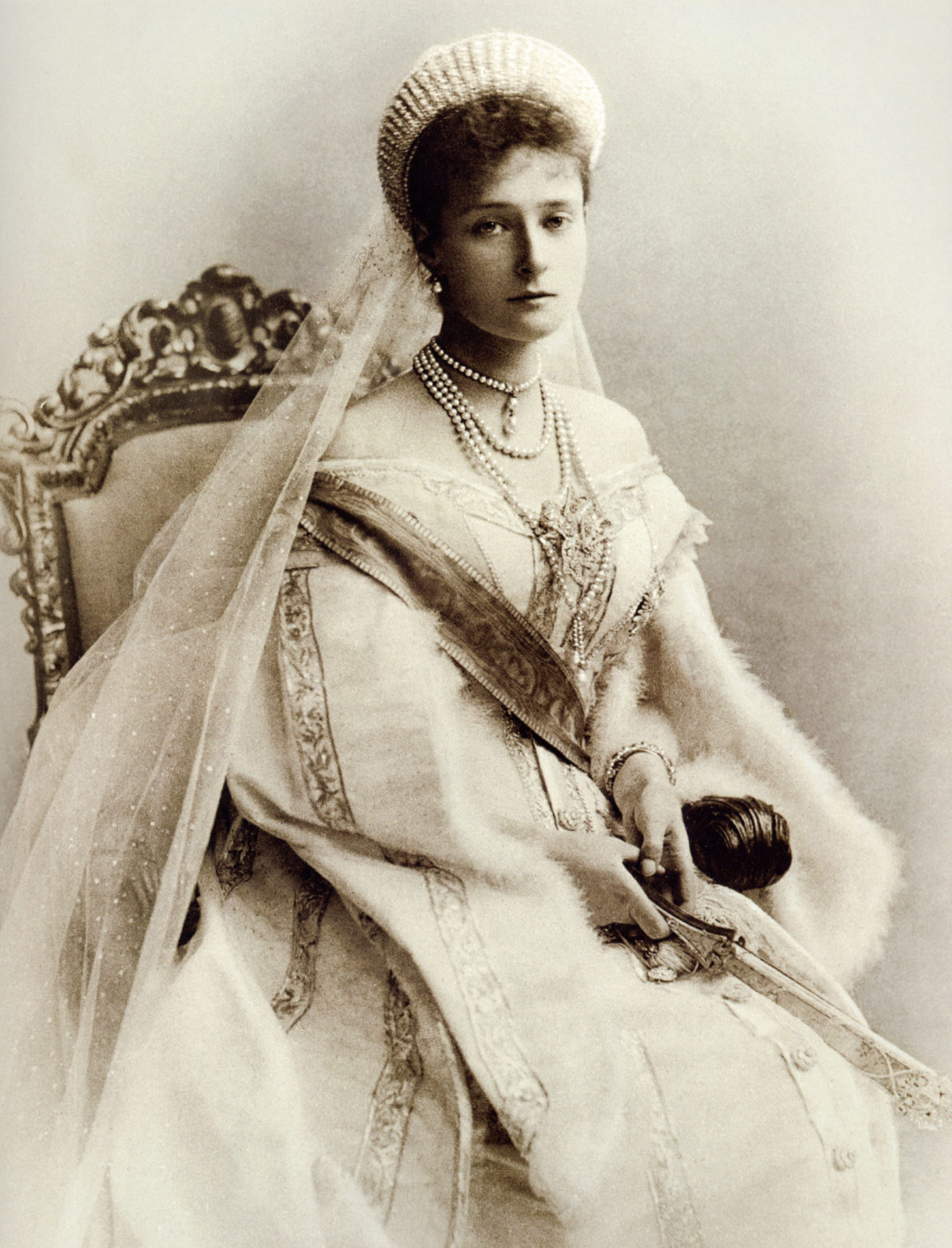
Alexandra em vestido da corte russa, 1899.

Alexandra era odiada na corte e pelo povo russo. Quando apareceu pela primeira vez, era calada, de aparência fria, arrogante e indiferente. Ficou magoada pela sua recepção muito pouco entusiasta e afirmou estar cansada da perda de morais e etiqueta da corte russa. Alexandra era chamada de petulante e aborrecida, provincial, enfastiante e convencida e tanto a nova imperatriz como a corte viviam em constante atrito. 
Durante um baile, Alexandra reparou numa jovem mulher que, na sua opinião, tinha o decote demasiado baixo. Uma dama-de-companhia foi enviada a essa mulher e disse-lhe: Minha senhora, Sua Majestade deseja informá-la de que em Darmstadt, não usamos os nossos vestidos dessa maneira. A mulher respondeu, A sério?, ao mesmo tempo que puxava o decote um pouco mais para baixo. Então, por favor, diga à Sua Majestade que na Rússia, é assim que usamos os vestidos.
Alexandra fez poucas tentativas para formar laços de amizade com os outros membros da grande família Romanov e, regra geral, frequentava o menor número de ocasiões da corte possível. A imperatriz era comparada negativamente em relação à mãe do imperador, Maria Feodorovna, filha do rei Cristiano IX da Dinamarca e irmã mais nova de Alexandra, Princesa de Gales. Na Rússia, Maria Feodorovna, ofuscava a sua nora, ao contrário do que acontecia na maioria das cortes europeias. A atitude teimosa de Alexandra não lhe permitia que aprendesse nada com a sua experiente sogra, que a poderia ter ajudado muito. Maria Feodorovna tinha vivido na Rússia durante 17 anos antes de subir ao trono, enquanto Alexandra tinha passado pouco mais de um mês no país antes de se casar. A tia da imperatriz, Vitória, disse numa carta à rainha Vitória que Alice é muito autoritária e insiste em ter tudo feito à maneira dela. Ela nunca vai conseguir manejar nem um pouco do poder que ela acha que tem…
A incapacidade de Alexandra em gerar um herdeiro para o trono russo nas suas primeiras quarto tentativas foi fonte de grande desapontamento.
Alexandra era fervorosamente protectora do papel do seu marido como imperador e apoiava activamente o seu direito de governar de forma autocrática. Ela defendia o seu direito divino e acreditava ser desnecessário pensar na aprovação de outras pessoas.

## Relacionamento com os filhos

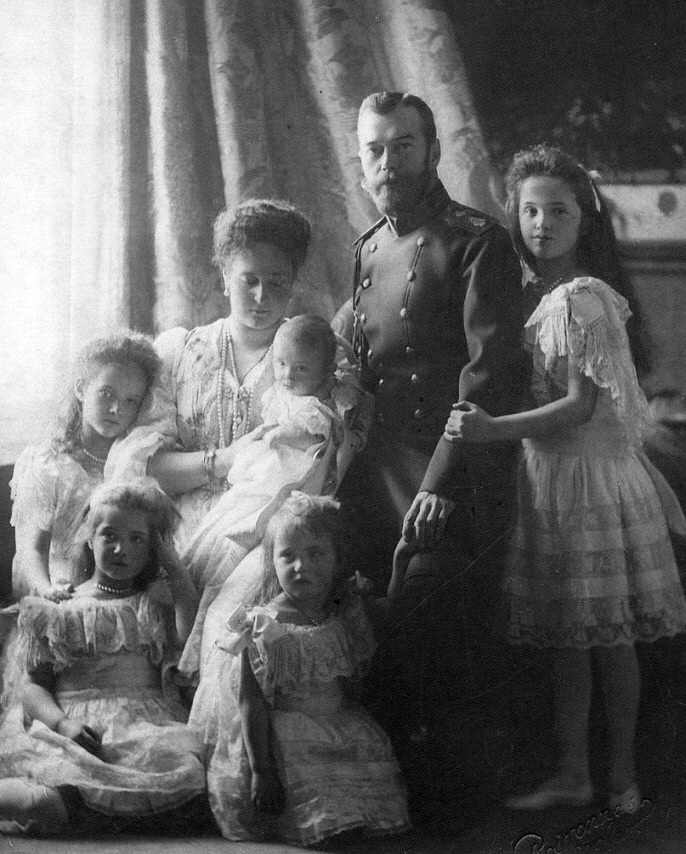
Alexandra e Nicolau com os filhos Tatiana, Maria, Anastásia, Olga e Alexei.

Mesmo por cima do "Mauve Boudoir" de Alexandra no Palácio de Alexandre, ficavam os quartos de brincar das crianças.
De manhã, a imperatriz podia encostar-se no seu sofá e ouvir os passos dos seus filhos e o som dos seus pianos. Um elevador e uma escadaria privados levavam directamente aos quartos do andar superior. Para o povo russo, Alexandra era uma alemã fria que não conseguia ver a necessidade daqueles que a rodeavam a não ser que fossem da família e, até certo ponto, tinham razão.
A imperatriz, tal como o seu marido, era muito dedicada à sua família. Desde a sua infância que tinha sido muito tímida, uma característica que partilhava com a sua avó Vitória. Ela odiava aparições públicas e evitava-as, aparecendo apenas quando era absolutamente necessário. Alexandra preferia retirar-se para trás da acção, oferecendo o caminho à sua sogra. Esta timidez e desejo de estar sozinha, tiveram um grande impacto nos seus cinco filhos e no império. Ela nunca se esforçou por ser amada pelo povo russo.
Quase um ano depois do seu casamento, Alexandra deu à luz a primeira filha do casal, uma menina chamada Olga Nikolaevna que nasceu no dia 15 de novembro de 1895. Olga não poderia subir ao trono devido às leis paulistas implementadas pelo imperador Paulo I. Olga foi motivo de alegria para os seus próprios pais que chegaram mesmo a afirmar que preferiram ter uma menina porque, se tivessem tido um rapaz, ele pertenceria ao povo russo e, assim, tinham a sua filha só para eles. 

### Relação com as filhas
Por vezes, Alexandra tinha dificuldades com a sua filha mais velha, talvez devido ao facto de esta ser mais próxima do seu pai. Olga era tímida e submissa e impressionava as pessoas com a sua bondade, inocência e força dos seus sentimentos privados. Quando ficou mais velha, Olga lia muito, tanto ficção como poesia, levando muitas vezes livros da sua mãe antes de ela os ler. Tens de esperar para ver se este livro é indicado para ti, Mamã.
Alexandra era muito mais próxima da sua segunda filha, Tatiana. Tanto em público como em privado, Tatiana rodeava a sua mãe de atenção. Se um favor era necessário, todas as crianças imperiais concordavam que A Tatiana tem de pedi-lo. Durante os últimos meses da família, Tatiana ajudava a sua mãe a mudar-se de lugar para lugar, passeava-a pela casa na sua cadeira-de-rodas e tentava animá-la.
A filha seguinte, Maria, gostava de falar sobre casamento e filhos. O imperador achava que ela daria uma esposa excelente. Maria era vista como o anjo da família. 
Anastásia, a filha mais nova e mais famosa, era conhecida como "shvibzik" (diabrete). Ela trepava árvores e recusava-se a descer a não ser que fosse especialmente mandada pelo seu pai. A sua tia e madrinha, a grã-duquesa Olga Alexandrovna, recordou mais tarde uma ocasião em que Anastásia estava a falar de forma tão mal educada que teve de lhe dar um estalo.
Quando eram crianças, Alexandra vestia as suas filhas aos pares, as duas mais velhas e as duas mais novas usavam vestidos iguais. Quando Olga e Tatiana cresceram, começaram a ter mais protagonismo em aparições públicas. Apesar de, em privado, tratarem os pais por "Mamã" e "Papá", em público, os seus filhos tratavam-nos por "imperador" e "imperatriz." Nicolau e Alexandra entenderam que as suas filhas mais velhas deveriam fazer as suas apresentações à sociedade em 1914 quando Olga tinha 19 e Tatiana 17 anos, mas o rebentar da Primeira Guerra Mundial estragou os planos. Em 1917, as quatro irmãs tinham florescido e tornado em jovens mulheres cujos talentos e personalidades, como o destino decretou, nunca seriam totalmente reveladas.
Alexandra adorava as suas filhas, no entanto, a imperatriz centrava todas as suas atenções no único rapaz da família, Alexei.

## Alexei e a hemofilia nas famílias dinásticas europeias

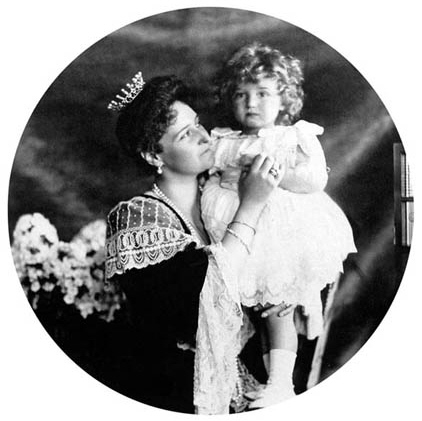
Alexandra com o filho em 1906.

Alexei nasceu durante o ponto alto da Guerra Russo-Japonesa, dia 12 de agosto de 1904. O czarevich era herdeiro aparente ao trono russo, e Alexandra tinha cumprido o seu papel mais importante como imperatriz, dando à luz um filho.
A princípio, o bebé parecia saudável e normal, mas com apenas algumas semanas, tornou-se evidente que, quando ele caia ou chocava contra qualquer coisa, as suas nódoas não saravam e o seu sangue demorava muito tempo a estancar. Cedo se descobriu que Alexei sofria de hemofilia, que apenas poderia ter sido transmitido pelo lado da família materno. Geralmente, a hemofilia era fatal em inícios do século XX] e tinha entrado nas casas reais europeias através das filhas da rainha Vitória que era, ela própria, portadora do gene. Alexandra tinha perdido um irmão, Frederico, com esta doença, bem como um tio Leopoldo, Duque de Albany. A sua irmã, a princesa Irene de Hesse e Reno, era também portadora do gene e, durante o casamento com o seu primo, o príncipe Henrique da Prússia, a doença espalhou-se para dois dos três filhos. Um deles morreu aos quatro anos, apenas alguns meses antes do nascimento de Alexei e o outro morreu em 1945 também devido a uma crise da doença.
A doença também se espalhou para a Espanha quando a prima de Alexandra. Vitória Eugénia de Battenberg se casou com o rei Afonso XIII e também ela teve dois filhos (Afonso e Gonçalo de Bourbon) que sofriam da doença. 
Sendo uma doença incurável e uma constante ameaça à vida, sofrida apenas por herdeiros masculinos, tomou-se a decisão de manter o estado de saúde de Alexei escondido do povo russo. Como portadora do gene da hemofilia, Alexandra não sofria da doença, mas é provável que tivesse uma coagulação mais baixa do que o normal. O seu estado de portadora, adicionado à sua preocupação com a saúde do filho, pode ter sido uma das razões para a sua suposta fraca saúde.

Alexandra era totalmente devota ao seu filho. O tutor das crianças, Pierre Gilliard, escreveu,
O Alexei era o centro desta família unida, o centro de todas as esperanças e afectos. As irmãs dele veneravam-no. Ele era o orgulho e alegria dos pais. Quando ele estava bem, o palácio transformava-se.
Tendo de viver com o conhecimento de que lhe tinha transmitido a doença sanguínea, Alexandra vivia obcecada com a ideia de proteger o filho e mantinha sempre um olho em cima dele o tempo todo, consultando um grande número de médicos até se virar para misticismo com Rasputine, um monge siberiano que, segundo alguns relatos, conseguia curar o czarevich durante as suas crises. Alexandra mimava o seu filho e deixava que ele fizesse tudo o que quisesse. Parecia que lhe prestava mais atenção a ele do que a qualquer uma das suas quatro filhas.
Quando o grave estado de saúde de Alexei foi finalmente anunciada ao público em 1912, Alexandra tornou-se numa figura ainda mais odiada entre o seu povo. A sua origem alemã faria com que a sua popularidade descesse ainda mais durante a Primeira Guerra Mundial.

### Rasputine

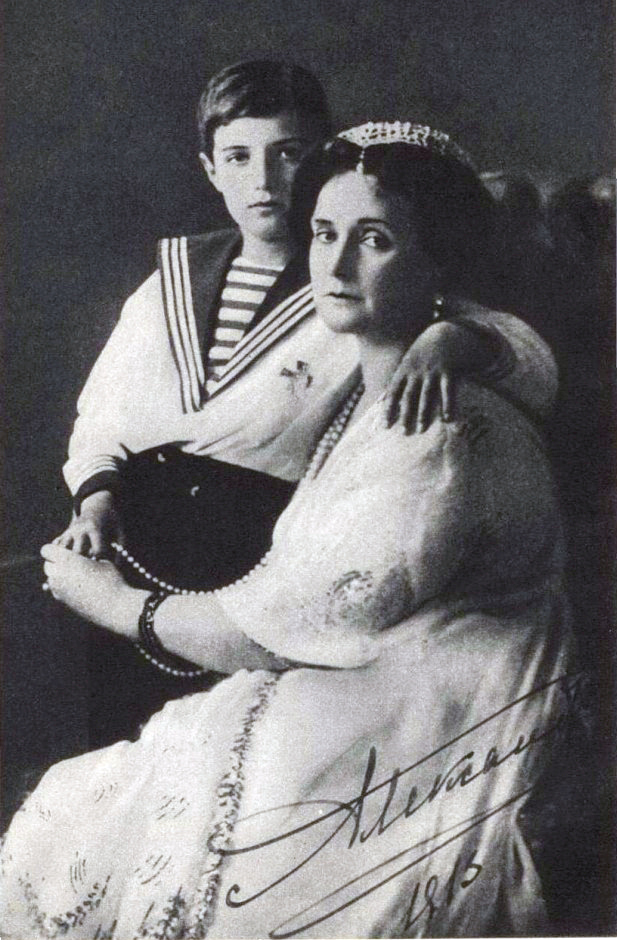
Alexandra e Alexei em 1913.

No princípio, Alexandra virou-se para os médicos russos para tratar de Alexei. Os seus tratamentos geralmente falhavam, uma vez que não era conhecida qualquer tipo de cura. Sofrendo com o facto de saber que qualquer queda ou corte poderia matar o seu filho, a imperatriz decidiu fazer ainda mais trabalho de caridade. Também se virou para Deus, à procura de conforto, o que a levou a familiarizar-se com os rituais e Santos da Igreja Ortodoxa, passando horas a rezar na sua capela privada. Em desespero, Alexandra começou a confiar cada vez mais em místicos e nos chamados "homens santos". Um destes, Gregório Rasputine, parecia ter sucesso.
O estilo de vida decadente de Rasputine, levaram Nicolau a enviá-lo para longe da família em diversas ocasiões. Mesmo depois de o director da polícia dizer pessoalmente a Alexandra que um Rasputine bêbado se tinha exposto num restaurante de Moscovo, gabando-se à multidão que Nicolau o deixava deitar-se com a sua mulher sempre que quisesse, ela culpava os rumores maliciosos. Os Santos são sempre torturados, escreveu uma vez. Ele é odiado porque nós o amamos. Nicolau não era tão cego, mas mesmo ele se sentia incapaz de fazer alguma coisa em relação ao homem que parecia salvar a vida do seu filho. Um ministro de Nicolau escreveu, Ele não gostava de enviar Rasputin para longe, pois, se Alexei morresse, aos olhos da sua mãe, ele teria sido o responsável pela morte do seu próprio filho.
Desde o princípio que se faziam acusações a Rasputine nas costas. Apesar de alguns dos mais altos membros do clero de São Petersburgo o aceitarem como um profeta vivo, outros denunciavam-no como uma fraude e um herege. As histórias da sua casa na Sibéria perseguiam-no, tal como o rumor de que, para executar um casamento, o monge exigiria dormir com a noiva antes do noivo. No seu apartamento em São Petersburgo, onde ele vivia com a sua filha Maria, Rasputine era visitado por qualquer um que procurasse uma bênção, uma cura ou um favor da imperatriz. As mulheres, encantadas com o misticismo rudimentar que rodeava o monge também o procuravam para as "bênçãos privadas" que eram conduzidas com a maior das privacidades no seu quarto. Rasputine gostava de pregar um tipo de teologia única em que uma pessoa tinha de se tornar familiar com o pecado antes de ter a oportunidade de o ultrapassar.
Em 1912, Alexei sofreu uma grave hemorragia que lhe ameaçou a vida quando a família se encontrava de férias em Spala, na Polónia. Alexandra e Nicolau faziam turnos para ficar sempre com ele e tentar (em vão) reconfortá-lo e tentar fazê-lo esquecer das dores. Num raro momento de paz, Alexei sussurrou à mãe, Quando eu morrer, já não vai doer, pois não, mamã?
Devastada, parecia que Deus não estava a responder às orações de Alexandra para a salvação do seu filho. Acreditando que o seu filho ia morrer, a imperatriz tentou em desespero enviar um telegrama a Gregório Rasputine, que rapidamente enviou uma resposta, Deus viu as vossas lágrimas e ouviu as vossas orações. Não te lamentes. O pequeno não vai morrer. Não permitis que os médicos o incomodem demasiado. O conselho de Rasputine acabou por coincidir com os primeiros sinais de que o herdeiro estava a recuperar. A partir de 1912, Alexandra passou a confiar cada vez mais no monge e a acreditar verdadeiramente na sua capacidade para curar o filho. Esta confiança cega acabou por permitir a subida política de Rasputine, que iria abalar seriamente a popularidade da família imperial durante a Primeira Guerra Mundial.

## Primeira Guerra Mundial

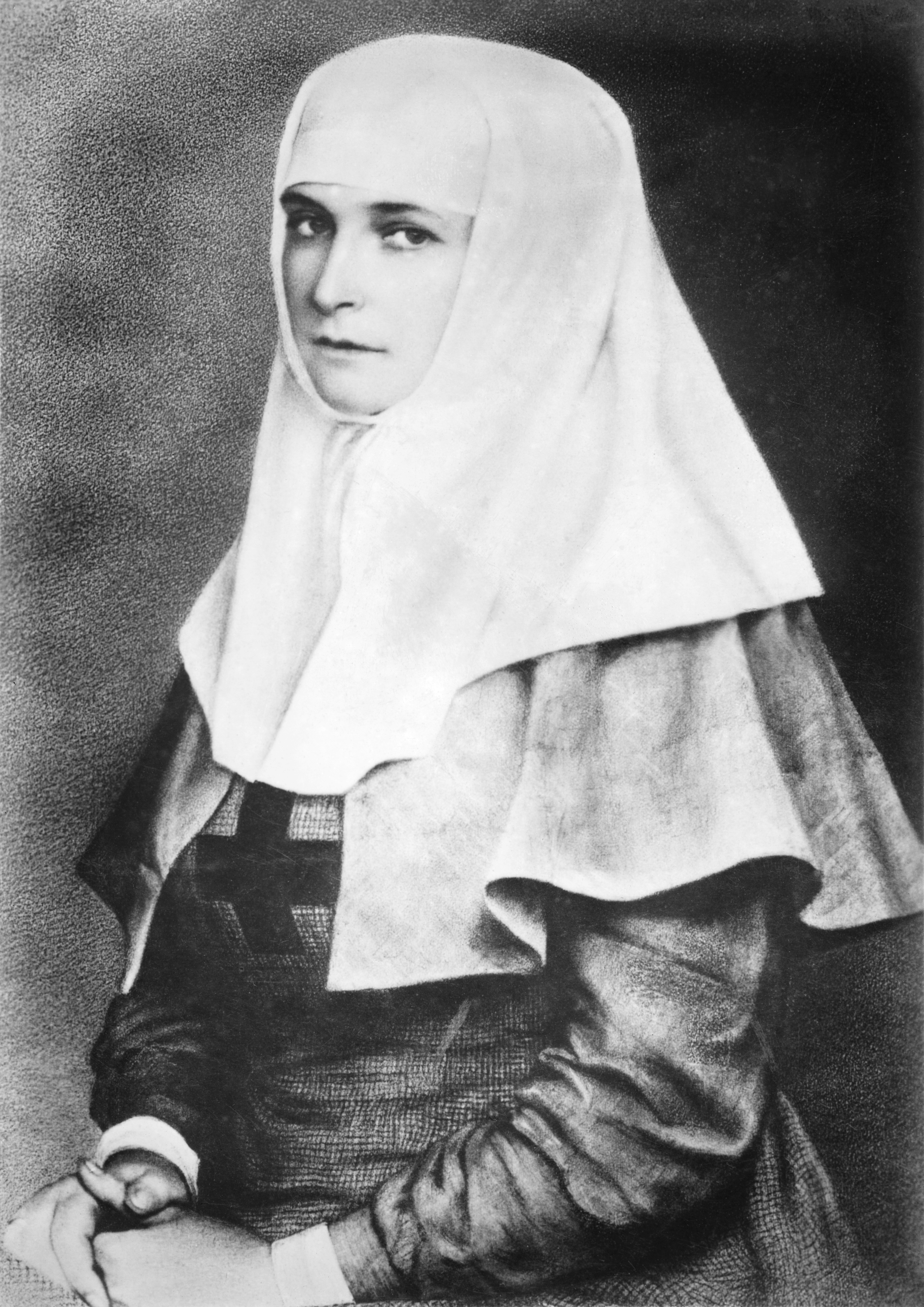
Alexandra no seu uniforme de enfermeira durante a Primeira Guerra Mundial.

O rebentar da Primeira Guerra Mundial foi um momento crucial para a Rússia e para Alexandra. A guerra devastou o império da dinastia Romanov contra o Império Alemão da dinastia Hohenzollern, muito mais forte. Quando Alexandra soube das mobilizações russas, entrou de rompante no escritório do seu marido. Anna Vyrubova, uma amiga da imperatriz, sentou-se do lado de fora, à espera, ouvindo as vozes zangadas a sair da sala e que se exaltavam cada vez mais à medida que o tempo passava. A meio da conversa, a porta abriu-se e Alexandra saiu, com Anna a correr atrás de si. Quando chegou ao quarto, encontrou Alexandra deitada na cama, a chorar histericamente, Guerra! E eu nem sequer sabia! Isto é o fim de tudo!
O Ducado de Hesse, governado pelo seu irmão Ernesto Luís, fazia parte do Império Alemão e era o local de nascimento de Alexandra. Este facto fez com que ela se tornasse ainda mais odiada pelo povo russo, que a acusava de colaborar com os alemães. Para piorar as coisas, o imperador Guilherme II era primo directo de Alexandra. Ironicamente, a única coisa que a imperatriz e a sogra, Maria Feodorovna tinham em comum era o grande ódio que sentiam pelo imperador alemão.
Quando o imperador viajou para a linha da frente em 1915 para se encarregar pessoalmente do comando do Exército da Rússia, deixou Alexandra responsável pela regência de São Petersburgo. O seu cunhado, o grão-duque Alexandre Mikhailovich, disse, Quando o imperador foi para a guerra, claro que ficou a sua mulher a governar em vez dele.
Durante os dois anos e meio que se seguiram, o governo russo deteriorou-se mais rapidamente do que em qualquer outra altura na História. Alexandra não tinha experiência e contratava e voltava a admitir ministros incompetentes, o que fez com que o governo nunca fosse estável ou eficiente.
O envolvimento da imperatriz nos assuntos políticos foi por seu próprio pedido. Deixa-me ajudar-te, meu tesouro. De certeza que deve haver alguma forma de uma mulher pode ser útil. Desejo tanto poder tornar as coisas mais fáceis para ti… Desejo meter o meu nariz em tudo, escreveu ela ao imperador. Isto tornou-se particularmente perigoso durante uma guerra de destruição lenta, uma vez que nem as tropas nem a população civil tinham as suas necessidades básicas satisfeitas. Ela prestava apenas atenção aos conselhos de Rasputine, e acreditava-se (apesar de ser apenas um boato falso) que a sua relação era de natureza sexual. Diz-se que, quando a imperatriz se encontrou com o embaixador britânico, lhe disse, Não tenho paciência com os ministros que o tentam impedir (Rasputin) de cumprir o seu dever. A situação exige firmeza. O imperador, infelizmente, é fraco, mas eu não e pretendo manter-me firme.
Alexandra era o centro de um número cada vez mais crescente de rumores extremamente negativos e acreditava-se que ela era uma espia alemã na corte russa.

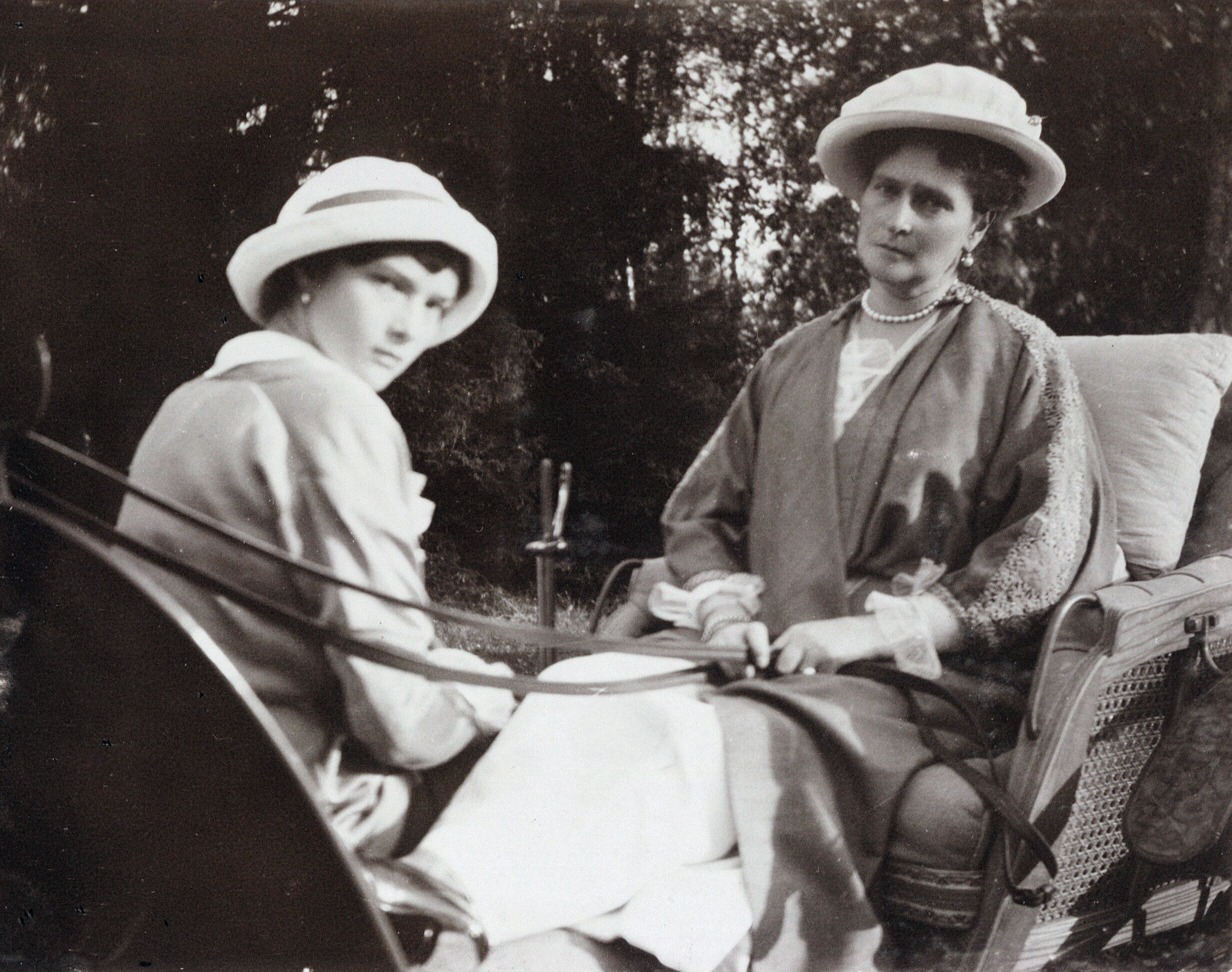
Alexandra e Tatiana em 1914.

Durante a guerra, Alexandra trabalhou como enfermeira para a Cruz Vermelha, num hospital de Tsarskoye Selo, juntamente com as suas duas filhas mais velhas.
A Primeira Guerra Mundial foi um fardo que o Império Russo não conseguiu suportar tanto a nível económico como político. A falta de bens essenciais e ondas de fome tornaram-se situações banais de todos os dias, vividas por milhões de russos. 15 milhões de homens foram desviados da agricultura para lutar na guerra, e os caminhos-de-ferro estavam quase todos reservados ao uso pela guerra, impedindo assim o transporte dos poucos recursos do campo para as grandes cidades. A inflação crescia a olhos vistos e, combinada com a falta de comida e pouca eficácia dos militares russos na guerra, gerou um clima de grande tensão entre a população de São Petersburgo e outras cidades.
A decisão do imperador de comandar pessoalmente as tropas contra os conselhos dos seus ministros, acabou por se revelar desastrosa, uma vez que ele era directamente culpado pelas derrotas. O facto de estar longe do governo e o deixar nas mãos da sua esposa, ajudou a destruir o prestígio da dinastia. O Inverno severo de 1916-17, basicamente, foi o golpe final para o Império Russo com grandes vagas de fome originadas pela falta de comida nos armazéns. A má governação e as derrotas na guerra, acabaram por virar os soldados contra o imperador. O sentimento dos soldados é muito bem capturado numa cena do filme de Jean Renoir, "A Grande Ilusão", onde Alexandra envia caixas aos prisioneiros de guerra russos. Contentes por pensar que vão receber vodka, eles abrem-nas e descobrem bíblias, iniciando, assim, um motim.

## Revolução e exílio

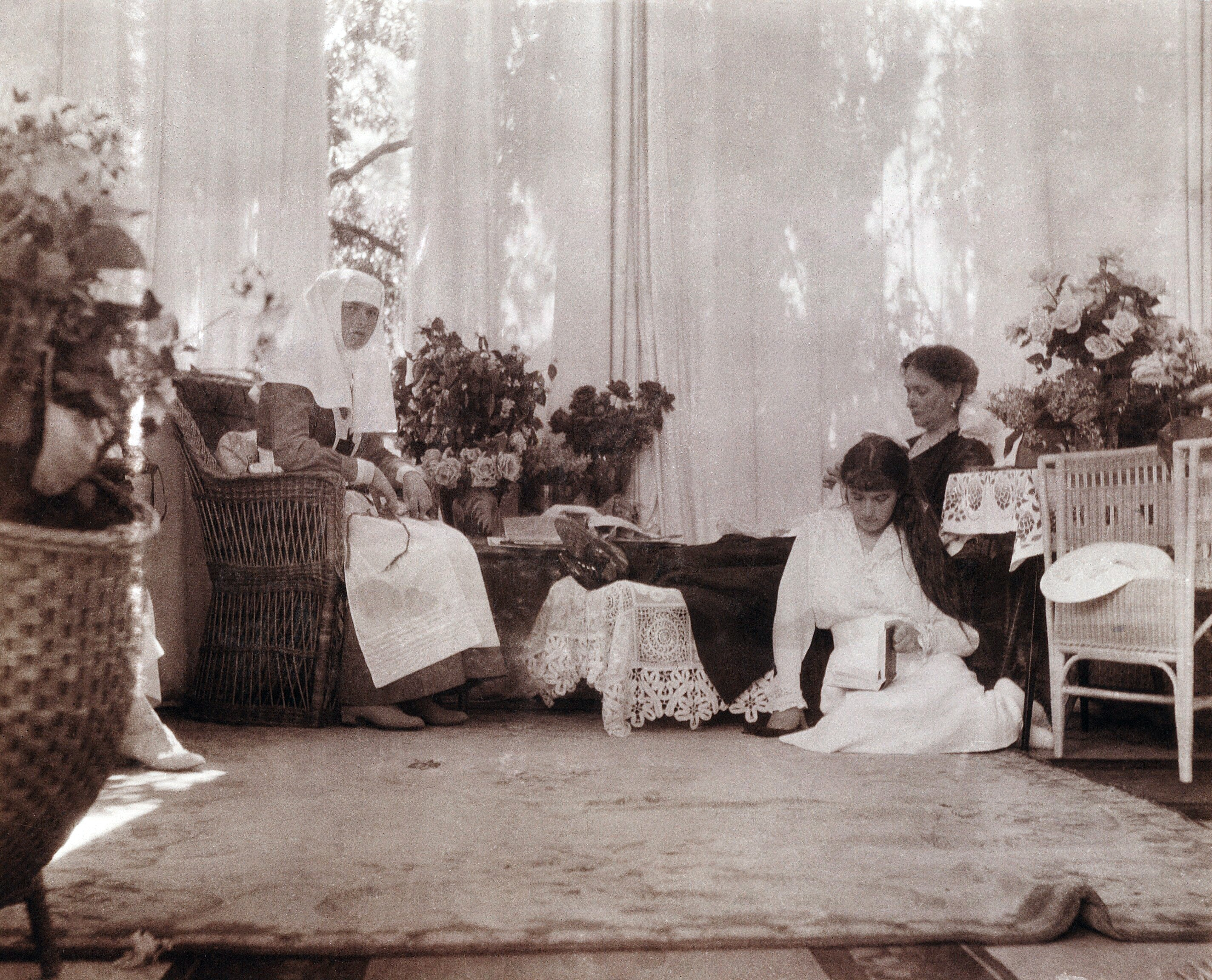
Alexandra com as filhas Olga e Anastásia em 1916.

A grave situação política e económica do país acabou por resultar na Revolução de Fevereiro de 1917.
Num esforço de pôr fim aos eventos que se desenrolavam na capital, Nicolau tentou chegar a São Petersburgo de comboio, contudo o seu caminho foi bloqueado em Pskov onde, depois de ser aconselhado por todos os seus generais, abdicou por si e pelo seu filho Alexei.
Alexandra ficou assim numa situação perigosa, como esposa do imperador deposto, odiada pelo povo russo. Nicolau recebeu finalmente autorização para regressar ao Palácio de Alexandre em Tsarskoye Selo onde ficou sob prisão domiciliária juntamente com a sua família. Apesar do facto de ser primo tanto de Alexandra como de Nicolau, o rei Jorge V do Reino Unido recusou-se a deixar com que a família fosse evacuada para o seu país, uma vez que tinha receio da má fama da família no seu país e que a sua presença pudesse ter repercussões no seu trono.

O governo provisório, formado depois da revolução, manteve Nicolau, Alexandra e os seus filhos limitados à sua residência no Palácio de Alexandre em Tsarskoye Selo, até serem deslocados para Tobolsk a 1 de agosto de 1917, uma decisão tomada pelo governo de Alexander Kerensky com o objectivo de manter a família afastada da capital e do perigo. De Tobolsk, Alexandra conseguiu enviar uma carta à sua cunhada Xenia Alexandrovna que se encontrava na Crimeia,
Minha querida Xenia, Os meus pensamentos estão contigo, imagino que, contigo, esteja tudo mágico, bom e bonito – tu és as flores. Mas é indescritível como tudo é doloroso aqui, não consigo explicar. Estou feliz por ti que estás novamente reunida com a tua família de quem tinhas sido separada. Gostaria de ver a Olga (irmã do imperador casada durante o exílio da família) na sua nova felicidade. Todos estão saudáveis, mas eu, durante as últimas 6 semanas, tenho tido dores insuportáveis na cara por causa do meu maxilar. Muito tormentoso…
Nós vivemos tranquilamente. Estamos bem instalados apesar de Tobolsk ser, muito, muito longe de toda a gente, mas Deus é misericordioso. Ele dá-me força e consolo…
Alexandra e a sua família permaneceram em Tobolsk até depois da Revolução de Outubro, mas acabaram por ser deslocados pelos bolcheviques para a cidade de Ecaterimburgo em abril de 1918. Alexandra e Nicolau acabaram por fazer a viagem em primeiro lugar com a sua filha Maria e chegaram à Casa Ipatiev no dia 30 de abril de 1918. 
Quando entraram na sua nova prisão, foi-lhes ordenado que abrissem a sua bagagem. Alexandra protestou imediatamente. Nicolau tentou defendê-la afirmando: Até agora temos sido tratados educadamente por homens que eram cavalheiros, mas agora… O antigo imperador foi rapidamente interrompido e informado pelos guardas de que já não se encontrava em Tsarskoye Selo. Qualquer recusa ao cumprimento das regras resultaria na sua separação do resto da família, uma segunda ofensa seria recompensada com trabalho pesado e, partir daí, a sentença era a morte. Temendo pela segurança do marido, Alexandra desistiu rapidamente e permitiu que a revistassem. Na parede daquele que seria o seu último quarto, Alexandra desenhou uma suástica, o seu símbolo preferido de boa sorte e escreveu debaixo a data 17/30 de abril de 1918. Em maio, o resto da família chegou a Ecaterimburgo. Alexandra ficou feliz por ter a sua família novamente reunida.

### Vida em Ecaterimburgo

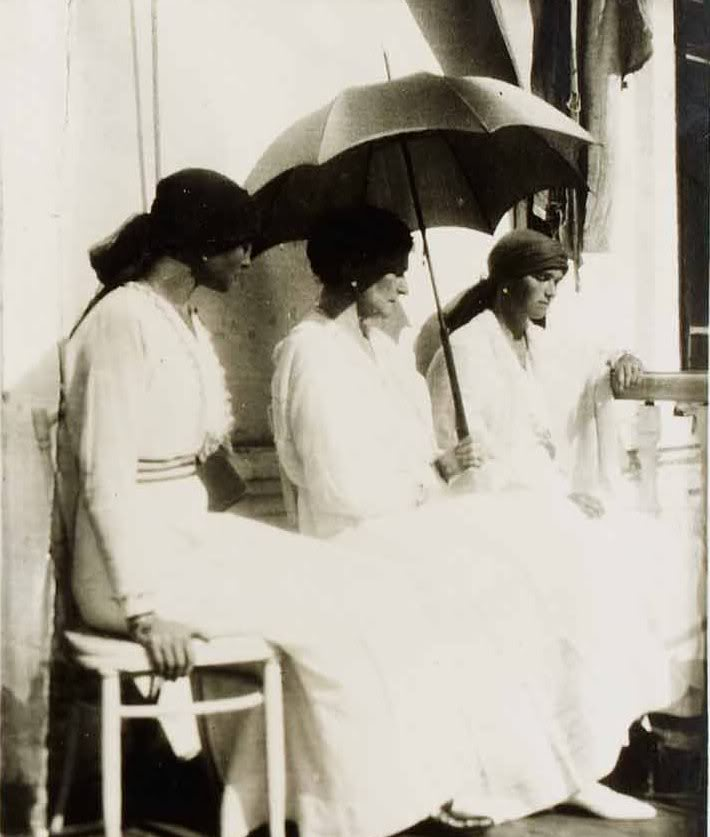
A última fotografia tirada de Alexandra. Com ela estão suas filhas Olga (à direita) e Tatiana (à esquerda). Elas estão sentadas na varanda da Mansão do Governador, em Tobolsk, na Sibéria, na primavera de 1918.

Havia 75 homens a guardar constantemente a Casa Ipatiev. Muitos deles eram trabalhadores de fábricas locais. O comandante da casa, Alexandre Avadeyev foi descrito como um verdadeiro bolchevique. A maioria das testemunhas recordou-o como escabroso, bruto e bêbado. Se lhe chegasse qualquer tipo de pedido por parte da família, a resposta era sempre, Eles que vão para o inferno! Os guardas da casa ouviam-no referir-se muitas vezes ao imperador como Nicolau, o bebedor de sangue e a Alexandra como A Cabra Alemã.

Para os Romanov, a vida na Casa Ipatiev era um pesadelo de incerteza e medo. A família imperial nunca soube se iria lá continuar no dia seguinte, se seriam separados ou até mortos. Os privilégios que lhes eram permitidos eram poucos. Durante uma hora, à tarde, podiam exercitar no jardim morto sempre sob a vigilância apertada dos guardas. Alexei ainda não conseguia andar depois de outro ataque de hemofilia, por isso era o seu marinheiro Nagorny que o transportava. Alexandra raramente se juntava à família nestas actividades. Em vez disso passava a maior parte do tempo sentada na cadeira de rodas a ler a Bíblia ou os livros de São Serafim. À noite, os Romanov jogavam cartas ou liam. Recebiam muito pouco correio do mundo exterior e os únicos jornais permitidos eram edições já ultrapassadas. Um dos guardas, Anatoly Yakimov observou a família e recordou,
Apesar de não falar com eles quando os conheci, tive uma impressão que me entrou na alma. O imperador já não era novo, tinha a barba grisalha (…) Os olhos dele eram gentis e tinha uma expressão simpática. Fiquei com a impressão de que ele era uma pessoa simpática, modesta e faladora. Às vezes parecia que falava comigo directamente. Ela olhava-nos como se tivesse gostado de falar com qualquer um de nós. A imperatriz não era nada como ele. Tinha uma expressão severa. Tinha a aparência e os modos de uma mulher arrogante e zangada. Por vezes falávamos sobre eles entre nós e todos achávamos o Nicolau Alexandrovich um homem modesto, mas que ela era muito diferente e parecia exactamente a mulher de quem tínhamos ouvido falar. Parecia mais velha que o imperador. Tinha algumas madeixas de cabelo branco e o rosto dela não era de uma mulher jovem (…)
No dia 4 de julho de 1918, Yakov Yurovsky, o chefe da Tcheca de Ecaterimburgo, foi nomeado comandante da Casa Ipatiev. Yurovsky era um bolchevique leal, um homem em quem Moscovo podia confiar para ver as suas ordens cumpridas. Yurovsky rapidamente apertou a segurança. Recolheu todas as joias e valores da família e guardou-os numa caixa fechada que entregou aos prisioneiros. Alexandra apenas ficou com duas pulseiras que lhe tinham sido oferecidas pelo seu tio Leopoldo, Duque de Albany quando ela era criança e que não conseguia tirar. Ele não sabia que a antiga imperatriz e as suas filhas tinham cosido as suas joias pessoais nos seus corpetes e almofadas. Estas apenas seriam descobertas após o assassinato que tinha sido marcado para o dia 13 de julho.

No domingo, dia 14 de julho de 1918, dois padres foram à Casa Ipatiev para celebrar a liturgia divina. Um dos padres, Storozhen, recordou:
Eu entrei primeiro na sala de estar, depois vinham o diácono e Yurovsky. Ao mesmo tempo, Nicolau e Alexandra entraram pelas portas opostas que davam acesso a uma sala interior. Duas das filhas estavam com eles. Não tive oportunidade para ver quais. Penso que Yurovsky perguntou a Nicolau Alexandrovich, "Bem, estão aqui todos?" e ele respondeu com firmeza, "Sim, estamos todos." Um pouco mais à frente estava Alexandra Feodorovna que já estava no lugar, com as duas filhas e Alexei Nicolaievich. Ele estava sentado numa cadeira de rodas e estava a usar um casaco. Estava pálido, mas não tanto da primeira vez em que o vi. Geralmente, parecia mais saudável. Alexandra Feodorovna também parecia mais saudável. (…) Na liturgia, é costume a um certo ponto ler uma oração. Nesta altura, por alguma razão, o diácono, em vez de a ler, começou a cantá-la, e eu, um pouco envergonhado por esta mudança do ritual. Mas tínhamos começado a cantar secretamente quando os membros da família Romanov, atrás de mim, caíram de joelhos (…)
Muitos referem-se a esta cerimónia como o funeral que, durante muitos anos, a família não teve.

## Assassinato

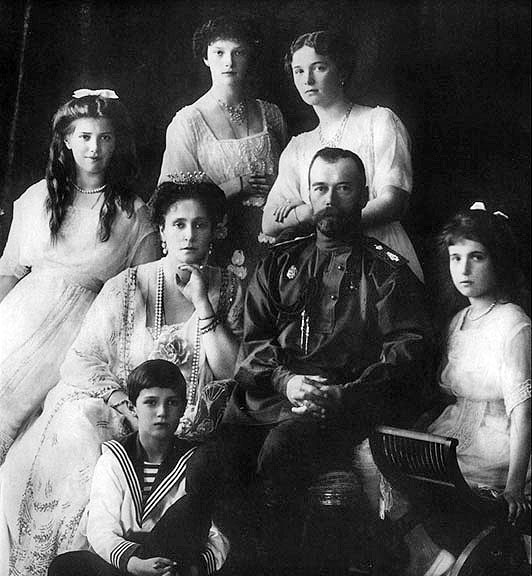
A família Romanov em 1913.

A terça-feira, dia 16 de julho de 1918, amanheceu quente e poeirenta. O dia decorreu normalmente para a família. Às quatro da tarde, Nicolau e as suas filhas deram o seu passeio habitual no jardim. Ao final da tarde, Yurovsky mandou embora o ajudante de cozinha Leonid Sedinev de 15 anos, afirmando que um tio o queria ver. Às 7 horas, Yurovsky convocou todos os homens da Tcheca ao seu quarto e ordenou-lhes a recolher todos os revólvers dos guardas que se encontravam do lado de fora. Com 12 armas poisadas em cima da mesa, ele disse, Esta noite vamos matar a família inteira. Todos eles.
O imperador, a imperatriz e toda a sua família, incluindo Alexei, gravemente doente, bem como alguns servos leais, foram executados pelos bolcheviques na cave da Casa Ipatiev na madrugada de 17 de julho de 1918. Pouco antes da execução, Alexandra queixou-se do facto de não ter cadeiras onde se sentar e o seu pedido foi satisfeito prontamente quando um guarda lhe trouxe duas. Alguns minutos depois, um grupo de guardas, cada um deles escondendo um revolver, entrou na sala. O seu líder, Yurovsky, leu casualmente a sentença, Os vossos parentes tentaram salvar-vos. Eles falharam e agora temos de vos matar. Nicolau levantou-se da sua cadeira e teve apenas tempo de perguntar, O quê? antes de ser baleado na cabeça.
Alexandra assistiu à morte do marido e de dois servos antes do comissário Peter Ermakov a matar com uma bala que perfurou o lado direito da sua cabeça antes de a permitir fazer o sinal da cruz. Ermakov, bêbado, apunhalou o seu cadáver e o do seu marido, partindo-lhes várias costelas. Alexandra estava deitada junto ao seu marido Nicolau, banhada numa poça de sangue.
Alexandra Feodorovna morreu aos 46 anos de idade. Está sepultada na Fortaleza de São Pedro e São Paulo, São Petersburgo na Rússia.

## Canonização
Em 2000, Alexandra Feodorovna e sua família foram canonizados como Portadores da Paixão pela Igreja Ortodoxa Russa. A família foi anteriormente canonizada em 1981 pela Igreja Ortodoxa Russa no exterior como neomártires. Os corpos do imperador Nicolau II, da imperatriz Alexandra e de três filhas foram finalmente enterrados na Catedral de São Pedro e Paulo em São Petersburgo em 17 de julho de 1998, oitenta anos após seu assassinato.

## Títulos e honrarias

Monograma imperial de Alexandra

### Títulos e estilos
- 6 de junho de 1872 – 2 de novembro de 1894: Sua Alteza Grão-Ducal, a Princesa Alice de Hesse e do Reno
- 2 de novembro de 1894 – 5 de novembro de 1894: Sua Alteza Imperial, a Grã-Duquesa Alexandra Feodorovna da Rússia
- 5 de novembro de 1894 – 15 de março de 1917: Sua Majestade Imperial, a Imperatriz de Todas as Rússias
  - 15 de março de 1917 – 17 de julho de 1918: Alexandra Feodorovna Romanova
- desde 2000: Santa Alexandra Feodorovna Romanova Portadora da Paixão

### Honrarias
Nacionais:
- Grande Cruz da Ordem de Santa Catarina.[79]
- Dama da Ordem do Apóstolo Santo André.

Estrangeiras:
- Malta: Grande Cruz da Ordem Soberana e Militar de Malta[79]
- Império Otomano: Grande Dama da Ordem de Nishan-i-Sadakat
- Espanha: 925.° Dama Nobre da Ordem da Rainha Maria Luísa -
- Reino Unido: Dama da Real Ordem de Vitória e Alberto (Primeira Classe)

## Descendência

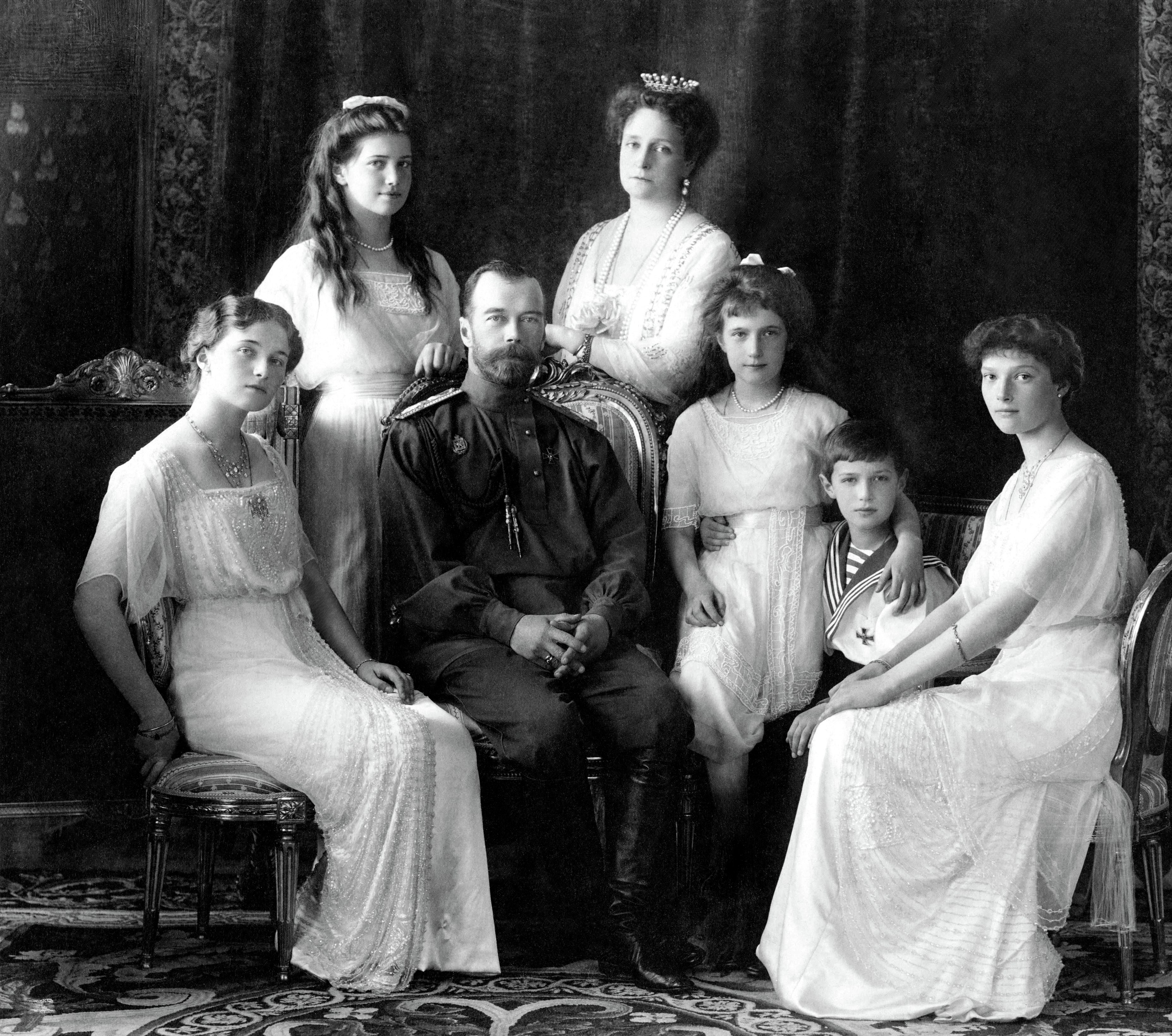
A família imperial russa em 1913 no Palácio de Livadia. Esquerda para direita: Olga, Maria, Nicolau II, Alexandra Feodorovna, Anastácia, Alexei e Tatiana.

|  | Nome      | Nascimento                                       | Morte               | Observações |
|  | --------- | ------------------------------------------------ | ------------------- | --- |
|  | Olga      | 15 de novembro de 1895c.g. 3 de novembro de 1895 | 17 de julho de 1918 | Executada aos 22 anos em Ecaterimburgo; canonizada pela Igreja Ortodoxa Russa; sem descendência. |
|  | Tatiana   | 10 de junho de 1897 c.g. 29 de maio de 1897      | 17 de julho de 1918 | Executada aos 21 anos em Ecaterimburgo; canonizada pela Igreja Ortodoxa Russa; sem descendência. Após sua morte, havia rumores de que ela tinha conseguido fugir para Inglaterra, adquirido o nome de Larissa Tudor, após se casar com Owen Tudor Frederick Morton. |
|  | Maria     | 26 de junho de 1899 c.g. 14 de junho de 1899     | 17 de julho de 1918 | Executada aos 19 anos em Ecaterimburgo; canonizada pela Igreja Ortodoxa Russa; sem descendência. Discutiu-se a sua possível sobrevivência até o seu corpo ser descoberto em 2007.                                                                                   |
|  | Anastásia | 18 de junho de 1901 c.g. 5 de junho de 1901      | 17 de julho de 1918 | Executada aos 17 anos em Ecaterimburgo; canonizada pela Igreja Ortodoxa Russa; sem descendência. A sua possível sobrevivência foi discutida até 2007 e foi um dos grandes mistérios do século XX.                                                                   |
|  | Alexei    | 12 de agosto de 1904 c.g. 30 de julho de 1904    | 17 de julho de 1918 | Executado aos 13 anos em Ecaterimburgo; canonizado pela Igreja Ortodoxa Russa; sem descendência. Discutiu-se a sua possível sobrevivência até o seu corpo ser descoberto em 2007.                                                                                   |